# Lampaul-Guimiliau
Pour les articles homonymes, voir Lampaul.
Lampaul-Guimiliau [lɑ̃pɔl gimiljo] est une commune du département du Finistère, dans la région Bretagne, en France.

## Géographie
| Landivisiau        | Plouvorn               | Saint-Thégonnec             |
| Loc-Eguiner, Élorn | Lampaul-Guimiliau      | Guimiliau                   |
| Locmélar           | Saint-Sauveur, Commana | Loc-Eguiner-Saint-Thégonnec |

Située à 17 km à l'est-nord-est de Landerneau, mais toute proche de Landivisiau, la commune est longée à l'ouest par l'Élorn et au sud-ouest par son affluent la Dour Kamm. Le bourg est à environ 95 mètres d'altitude.

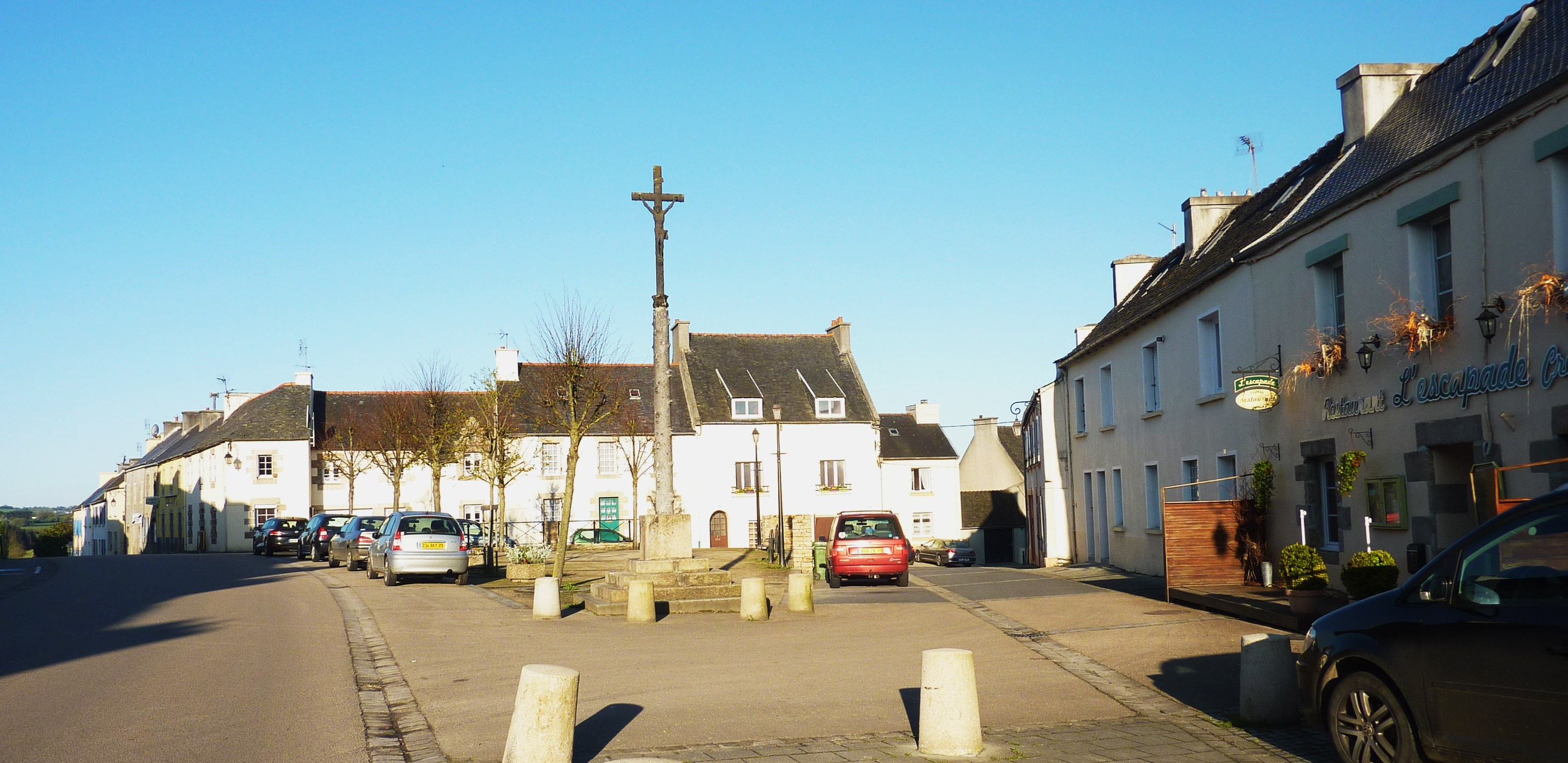
Lampaul-Guimiliau : la place Centrale et son calvaire dit "Croix-du-Villiers" 1884).

### Hydrographie
Pour un article plus général, voir Réseau hydrographique du Finistère.
La commune est située dans le bassin Loire-Bretagne. Elle est drainée par l'Élorn, l'an Dour Kamm, le ruisseau le Quillivaron et divers autres petits cours d'eau,.
L'Élorn, d'une longueur de 56 km, prend sa source dans la commune de Sizun et se jette  dans la rade de Brest entre les communes de Plougastel-Daoulas et de Le Relecq-Kerhuon, après avoir traversé 14 communes. 
An an Dour Kamm, d'une longueur de 11 km, prend sa source dans la commune de Commana et se jette  dans l'Élorn à Locmélar, après avoir traversé cinq communes. 
Le Quillivaron, d'une longueur de 12 km, prend sa source dans la commune de Saint-Sauveur et se jette  dans l'Élorn à Loc-Eguiner, après avoir traversé six communes. 

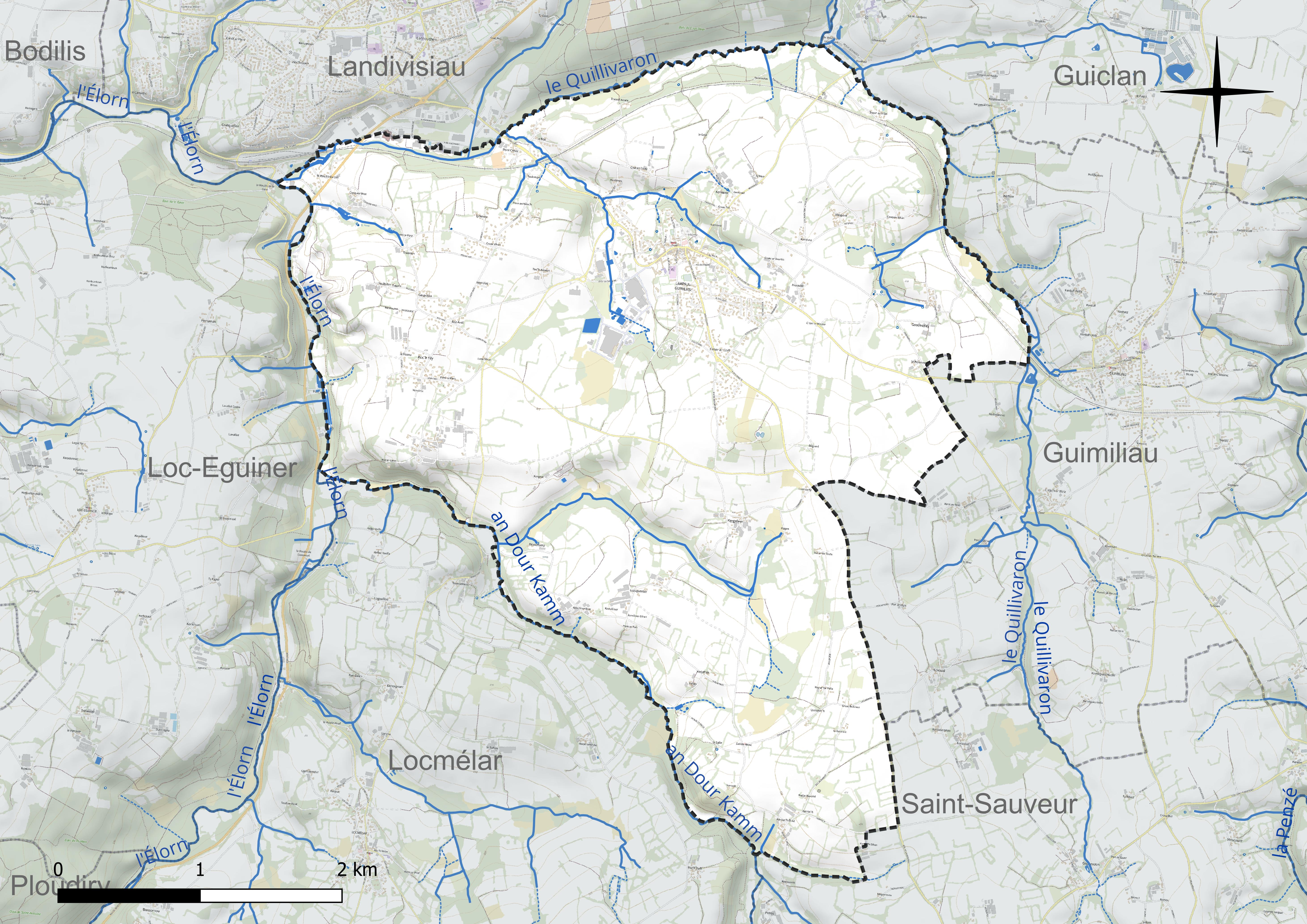
Réseau hydrographique de Lampaul-Guimiliau.

### Climat
Pour des articles plus généraux, voir Climat de la Bretagne et Climat du Finistère.
En 2010, le climat de la commune est de type climat océanique franc, selon une étude du CNRS s'appuyant sur une série de données couvrant la période 1971-2000. En 2020, Météo-France publie une typologie des climats de la France métropolitaine dans laquelle la commune est exposée à un climat océanique et est dans la région climatique  Finistère nord, caractérisée par une pluviométrie élevée, des températures douces en hiver (6 °C), fraîches en été et des vents forts. Parallèlement l'observatoire de l'environnement en Bretagne publie en 2020 un zonage climatique de la région Bretagne, s'appuyant sur des données de Météo-France de 2009. La commune est, selon ce zonage, dans la zone « Monts d'Arrée », avec des hivers froids, peu de chaleurs et de fortes pluies.  
Pour la période 1971-2000, la température annuelle moyenne est de 11,3 °C, avec  une amplitude thermique annuelle de 10,6 °C. Le cumul annuel moyen de précipitations est de 1 027 mm, avec 15,8 jours de précipitations en janvier et 8 jours en juillet. Pour la période 1991-2020, la température moyenne annuelle observée sur la station météorologique la plus proche, située sur la commune de Saint-Servais à 8 km à vol d'oiseau, est de 11,6 °C et le cumul annuel moyen de précipitations est de 1 160,4 mm,. Pour l'avenir, les paramètres climatiques de la commune estimés pour 2050 selon différents scénarios d'émission de gaz à effet de serre sont consultables sur un site dédié publié par Météo-France en novembre 2022.

## Urbanisme

### Typologie
Au 1er janvier 2024, Lampaul-Guimiliau est catégorisée petite ville, selon la nouvelle grille communale de densité à 7 niveaux définie par l'Insee en 2022.
Elle appartient à l'unité urbaine de Landivisiau, une agglomération intra-départementale dont elle est une commune de la banlieue,. Par ailleurs la commune fait partie de l'aire d'attraction de Landivisiau, dont elle est une commune du pôle principal,. Cette aire, qui regroupe 12 communes, est catégorisée dans les aires de moins de 50 000 habitants,.

### Occupation des sols
L'occupation des sols de la commune, telle qu'elle ressort de la base de données européenne d'occupation biophysique des sols Corine Land Cover (CLC), est marquée par l'importance des territoires agricoles (82,1 % en 2018), en augmentation par rapport à 1990 (81 %). La répartition détaillée en 2018 est la suivante :
zones agricoles hétérogènes (40,3 %), terres arables (20,9 %), prairies (20,9 %), zones urbanisées (9,7 %), forêts (5,1 %), zones industrielles ou commerciales et réseaux de communication (3,2 %). L'évolution de l'occupation des sols de la commune et de ses infrastructures peut être observée sur les différentes représentations cartographiques du territoire : la carte de Cassini (XVIIIe siècle), la carte d'état-major (1820-1866) et les cartes ou photos aériennes de l'IGN pour la période actuelle (1950 à aujourd'hui).

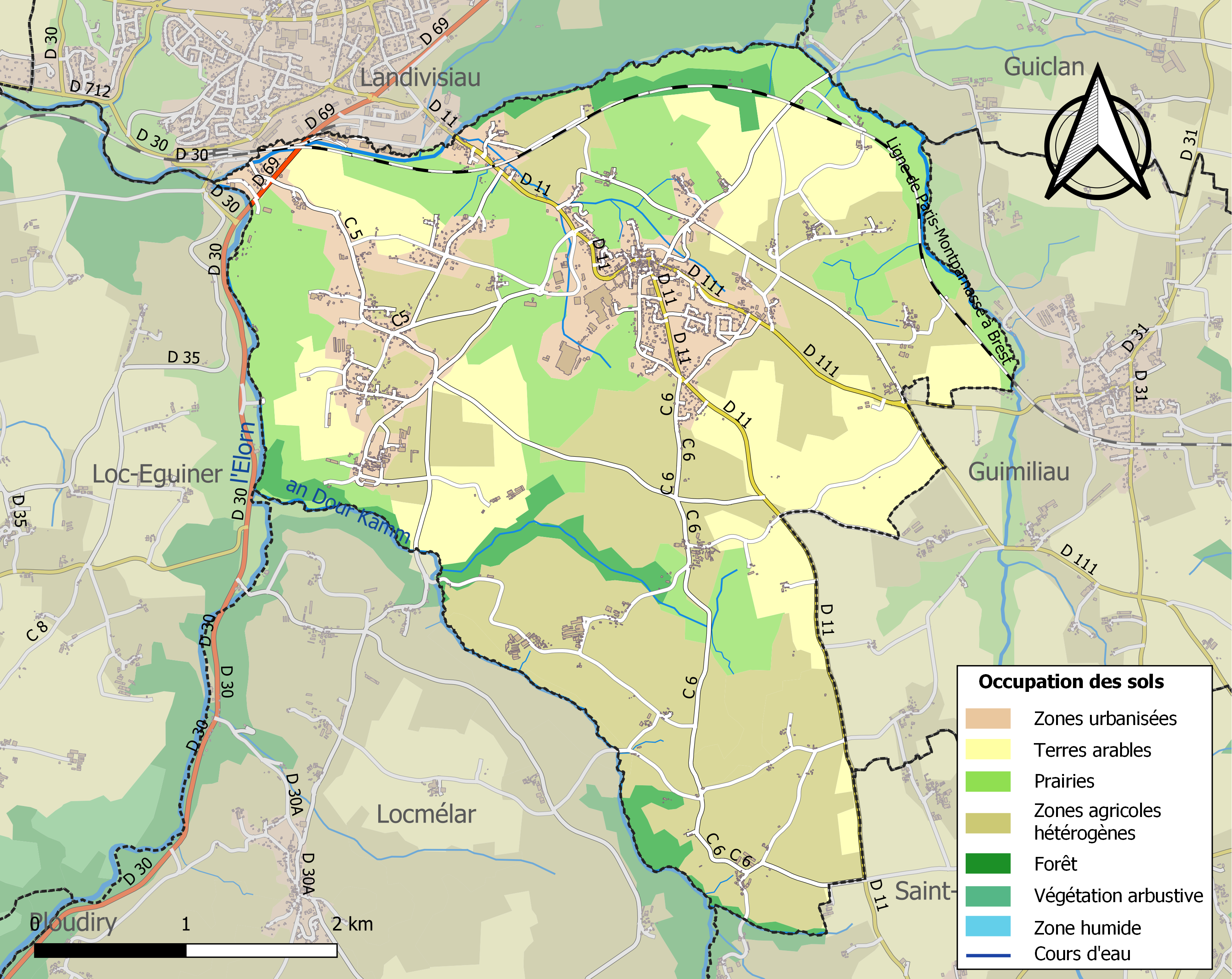
Carte des infrastructures et de l'occupation des sols de la commune en 2018 (CLC).

## Toponymie
Le nom de la localité est attesté sous les formes Landa Pauli Botenes 1467, Lampaul Bodenes 1516.
Lampaul vient du breton lan (ermitage) de saint Paul Aurélien, fondateur de l'évêché. Il aurait terrassé un dragon à Lampaul-Guimiliau. Une statue de saint Pol terrassant le dragon se trouve dans l'église paroissiale.

## Histoire

### Antiquité
La voie romaine connue traditionnellement sous le nom de Hent Gallec ("chemin gaulois")allant de Vorgium (Carhaix) à l'Aber-Wrac'h passait par Poullaouen, Locmaria-Berrien, Berrien, puis traversait les communes de Plounéour-Ménez, Guimiliau et Lampaul-Guimiliau, passant ensuite au sud-ouest de Landivisiau. Jean-Marie Abgrall cite deux autres voies romaines, l'une s'embranchant sur la précédente à Créach-ar-Bleiz en Guimiliau et traversant Lampaul-Guimiliau en passant par Beg-Avel, au nord de Kergréven, à Lenn-Vihan et au Fozou pour poursuivre en direction de Landerneau et Brest ; l'autre allait du Faou à Saint-Pol-de-Léon en passant par l'actuel bourg et la croix de Traon-ar-Vilin : c'est celle-ci, selon la tradition, que saint Pol aurait emprunté lorsqu'il ramena du Faou le dragon qui ravageait le pays pour le conduire à l'Île de Batz. Il a aussi dessiné le gué dit de Pont-Tort en aval de Milin Pont ar Zall, sur l'ancienne voie romaine.

### Moyen Âge
Lampaul-Guimiliau était une trève de Guimiliau et faisait partie de l'archidiaconé de Léon relevant de l'Évêché de Léon et était sous le vocable de Notre-Dame. Les Évêques du Léon y possédaient une résidence champêtre à Coat-an-Escop ("Le Bois de l'Évêque") et le moulin qui en dépendait porte toujours les armes d'un évêque : Rolland de Neufville.
Deux familles nobles se partageaient l'essentiel de la paroisse, les Le Sénéchal, seigneurs de Lézérazien (Jacob Le Seneschal était en 1481 seigneur de Lézérazien) et les De Brézal (le château de Brézal est en Plounéventer), à l'origine de la chapelle Sainte-Anne. 
Lampaul-Guimiliau faisait partie de la châtellenie de Daoudour-Landivisiau ou Daoudour-Coëtmeur.

### Construction des enclos paroissiaux
Florian Le Roy explique ainsi l'une des causes de la construction des enclos paroissiaux à la fin du XVIe siècle :

« Une rivalité de bourg à bourg se donne libre essor. Pendant un quart de siècle, on va lutter à coups de fontaines, de calvaires, de chaires, de croix processionnelles. Dans le même temps, les fabriciens de Saint-Thégonnec et de Guimiliau passent commande, les premiers d'un arc de triomphe, les seconds d'un calvaire de 150 personnages bien comptés avec tout un déploiement de reitres et de lansquenets, tels qu'ils les ont observés pendant les guerres de la Ligue. Aussitôt Saint-Thégonnec, pour ne pas être dépassé, commande les croix des deux Larrons. Pleyben se paye un porche monumental et finit par un calvaire. Guimiliau veut alors un baptistère, un buffet d'orgues, une chaire à prêcher comme oncques on ne vit ! C'est bon ! Saint-Thégonnec lui réplique par une chaire digne de Saint-Pierre de Rome et une mise au tombeau d'un sculpteur morlaisien, Lespaignol. Toutes les paroisses de la montagne solitaire s'enflamment d'émulation : Sizun aura son arc de triomphe, Commana un porche merveilleux et Bodilis aussi ! »

### La Révolution française
Un député représentait la paroisse de Locquénolé lors de la rédaction du cahier de doléances de la sénéchaussée de Lesneven le 1er avril 1789 c'était François Coloigner.
Maurice Breton, curé de Lampaul-Guimiliau, signa la protestation du clergé de l'évêché de Léon contre la constitution civile du clergé en 1791 ; il fut arrêté en décembre 1791 et interné au château de Brest.
À Lampaul-Guimiliau en 1799 perdurait le culte de sainte Anasthasie autour de sa statue miraculeuse : « Cinq cents, six cents personnes venaient journellement en pèlerinage » écrit le commissaire du canton de Landivisiau.

### Le télégraphe Chappe

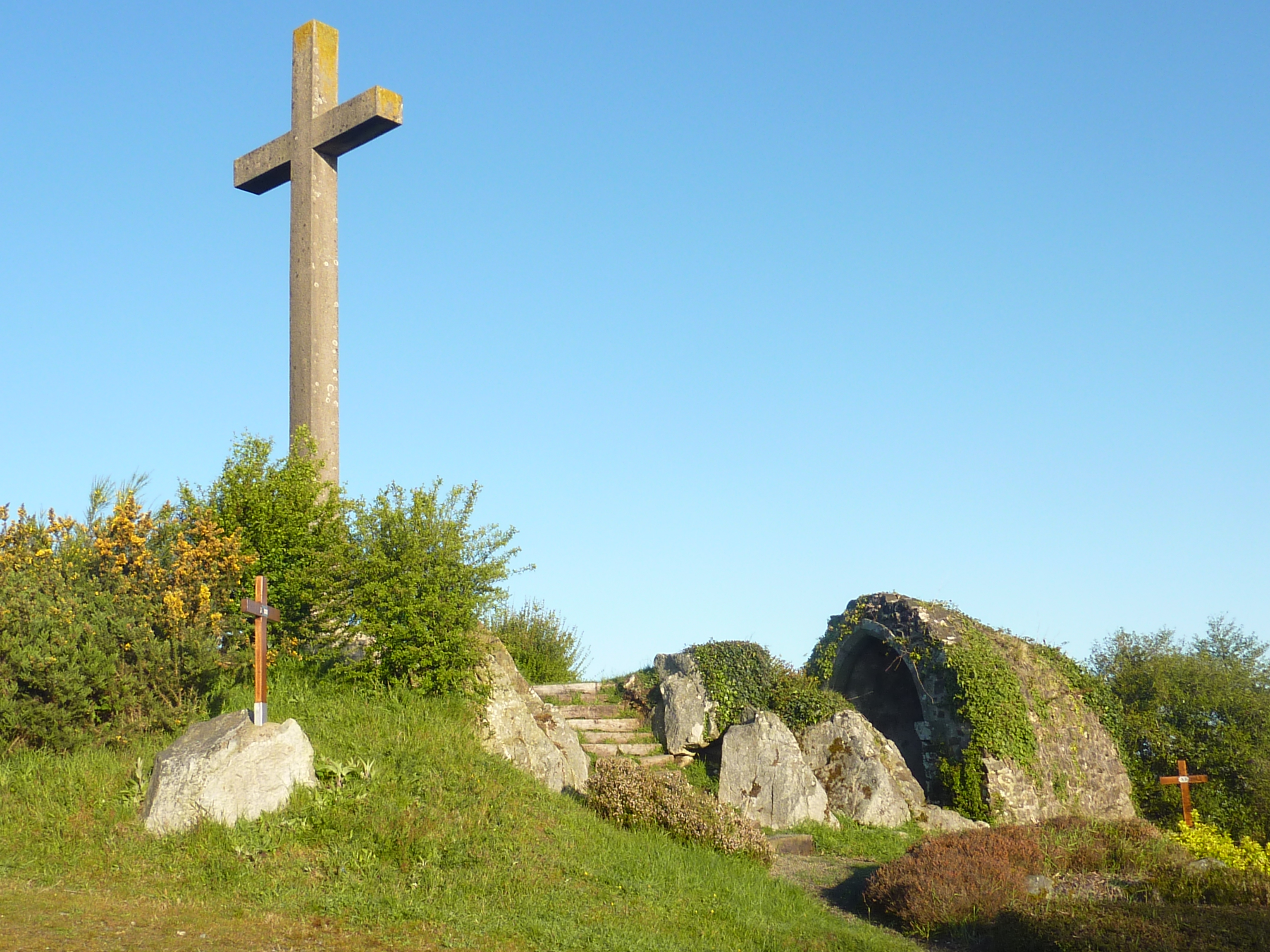
Lampaul-Guimiliau : le calvaire situé sur la "Butte du télégraphe" et deux stations du chemin de Croix.

Implanté sur une butte qui constitue le point le plus élevé du territoire communal (159 mètres) et désormais dénommée "Butte du Télégraphe", c'était l'un des relais du "télégraphe Chappe" entre Paris et Brest, qui fonctionne à partir de 1798, situé entre les relais de Saint-Thégonnec et de La Martyre. Un chemin de croix, érigé par le père marianiste Jestin, avec ses 14 stations se trouve à proximité.

### LeXIXesiècle
En 1820, l'école du bourg a 60 élèves, une autre dans un hameau 25, et un troisième instituteur d'assez bon niveau parcourt la campagne ; 17 élèves se perfectionnent en latin dans l'espoir d'entrer au collège. En 1824 ouvre une école des filles, qui a aussitôt 40 élèves.
En 1828, Gilbert Villeneuve décrit ainsi les "juloded" (paysans riches pratiquant aussi la fabrication et le commerce de la toile) de Lampaul-Guimiliau :

« À Lampaul [Guimiliau], les habitants sont non seulement propres, mais ils sont mis avec une sorte de recherche. Ils sont vêtus en très bon drap noir ; ils portent toujours du beau linge blanc et leur costume est absolument et identiquement le même que celui que l'on portait sous Louis XIV. Leurs maisons sont tenues avec propreté ; ils se servent de serviettes et de couverts d'argent ; presque tous savent lire et parlent le français. »

Selon des statistiques agricoles publiées en 1849 et concernant selon les productions des années comprises entre 1836 et 1846, la population agricole de Lampaul-Guimiliau était en 1836 de 2443 personnes pour une population communale totale de 2482 personnes, formant donc 99,2 % des habitants de la commune. 18 moulins étaient alors en activité dans la commune.
A. Marteville et P. Varin, continuateurs d'Ogée, décrivent ainsi Lampaul-Guimiliau en 1843 :

« Lampaul : commune formée par l'ancienne trève de Guimiliau, aujourd'hui succursale. (...) Principaux villages : Traoulen, Cosquer, Tauzou, Roc'hfily; le Ros, Kerloarec, Mezpaul, Gouzourlay, Kergréven, Kerroc'h. Objet remarquable : le télégraphe. Superficie totale : 1 749 hectares, dont (...) terres labourables 1 075 ha, prés et pâtures 187 ha, bois 111 ha, landes et incultes 277 ha (...). Moulins : 18. (...) Le clocher de Lampaul est un des plus élevés du Finistère, encore que la foudre en ait détruit la pointe, qui était d'une élégance hardie. Outre l'église, il y a dans cette commune la chapelle Sainte-Anne, située dans le sud. L'une et l'autre ont un pardon d'un jour. Le sol de cette commune est peu fertile : aussi est-elle obligée d'acheter au dehors plus de la moitié du blé qui lui est nécessaire. La tannerie est la principale industrie ; il y a en Lampaul douze ou treize établissements de ce genre. La plupart des habitants sont employés à écorcer les bois [pour le tan] pour ces usines : c'est une ressource pour le pays. Il y a dans cette commune beaucoup de marais qui occasionnent des ophtalmologies fréquentes ; on y compte même quelques goîtreux, chose rare en Bretagne. Géologie : terrain schisto-argileux. Un dixième des habitants au plus parlent le français. »

En 1851, un sixième de la population de Lampaul-Guimiliau est réduite à la mendicité est raison du déclin des tanneries et de l'activité toilière. Le pourcentage de conscrits illettrés à Lampaul-Guimiliau entre 1858 et 1867 est de 47 %.
Le journal La Croix raconte en 1885 la guérison miraculeuse d'une enfant de 13 ans de Lampaul-Guimiliau, devenue paralysée, qui serait survenue à Lourdes.
Benjamin Girard signale en 1889 l'existence de nombreuses tanneries à Lampaul-Guimiliau. Une grève des tanneurs de Landivisiau et Lampaul-Guimiliau éclate en mars 1905 ; payés 2 francs par jour, les grévistes réclament un salaire de 2,50 francs par jour.
Lors des élections municipales de 1892 qui vit la réélection majoritairement de la liste menées par Yves Corre, « la pression cléricale fut formidable » ; le 1er mai Yves Corre, surnommé Cof Yod, monta sur la croix, prit à parie les candidats républicains, disant que c'était « des hommes sans foi, qui voulaient abattre la religion, etc.. » ; deux républicains furent cependant élus. En 1896, lors des élections municipales, la liste réactionnaire soutenue par le maire sortant Yves Corre et avec à sa tête le futur maire Laurent Boucher, est élue en totalité (ses membres obtenant de 612 à 279 voix) alors que les membres de la liste républicaine obtiennent de 164 à 129 voix
En 1896, un document indique que les sœurs de l'Immaculée Conception de Saint-Méen assistaient et soignaient gratuitement les malades de Lampaul-Guimiliau à domicile.

### LeXXesiècle
Un service téléphonique commence à fonctionner à Lampaul-Guimiliau commence le 1er juillet 1909.

#### La Belle Époque
L'abbé Kerjean, recteur de Lampaul-Guimiliau, écrit en 1903 : « Si l'on prétend imposer le catéchisme français à nos enfants, il faut prendre les moyens de les familiariser avec cette langue. Il faut interdire l'usage du breton dans les familles ». Son traitement, comme celui de plusieurs autres prêtres de Basse Bretagne, fut supprimé en 1903 pour emploi du breton dans son église
.
Décrit en 1904, Lampaul-Guimiliau forme « un ensemble pittoresque tour à tour riant et sauvage, formé de vallons ombragés, bordés de collines boisées et verdoyantes, dont surgissent parfois des rochers superbes, semblables à des châteaux ruinés et menaçants. Il y a de vastes prairies plantées d'arbres, de bouquets, de genêts dont l'or étincelle au printemps, des ruisseaux animés par des moulins babillards, des cascades et des chutes d'eaux, bordées de nombreuses tanneries. Sur un coteau plus élevé et dominant tous ses alentours se dresse comme une flèche de cathédrale le clocher mutilé de Lampaul surveillant tout le pays et rassemblant à ses pieds, blotties dans la verdure, les petites maisons du village, dont quelques-unes s'éparpillent dans les vergers, semblant vouloir dégringoler la colline ».
Une grève des ouvriers tanneurs de Landivisiau et Lampaul-Guimiliau commence le 20 mars 1905 ; ils réclament notamment un maximum de travail de 10 heures par jour et un minimum de salaire de 2,50 francs par jour pour les hommes ; le 22 mars les patrons tanneurs décident que tout ouvrier qui n'aura pas repris le travalil le lendemain sera considéré comme démissionnaire.
En mars 1906 l'inventaire des biens d'église ne put avoir lieu à Lamapul-Gumiliau une foule estimée à plus de 4 000 fidèles (selon le recteur de la paroisse) empêchant le receveur de l'enregistrement de pénétrer dans l'église.
Lampaul-Guimiliau fait partie des trois communes qui, après Plabennec en 1907, créent une caisse locale d'assurance incendie adhérente de la caisse régionale créée en 1906 par l'Office central de Landerneau.

#### La Première Guerre mondiale

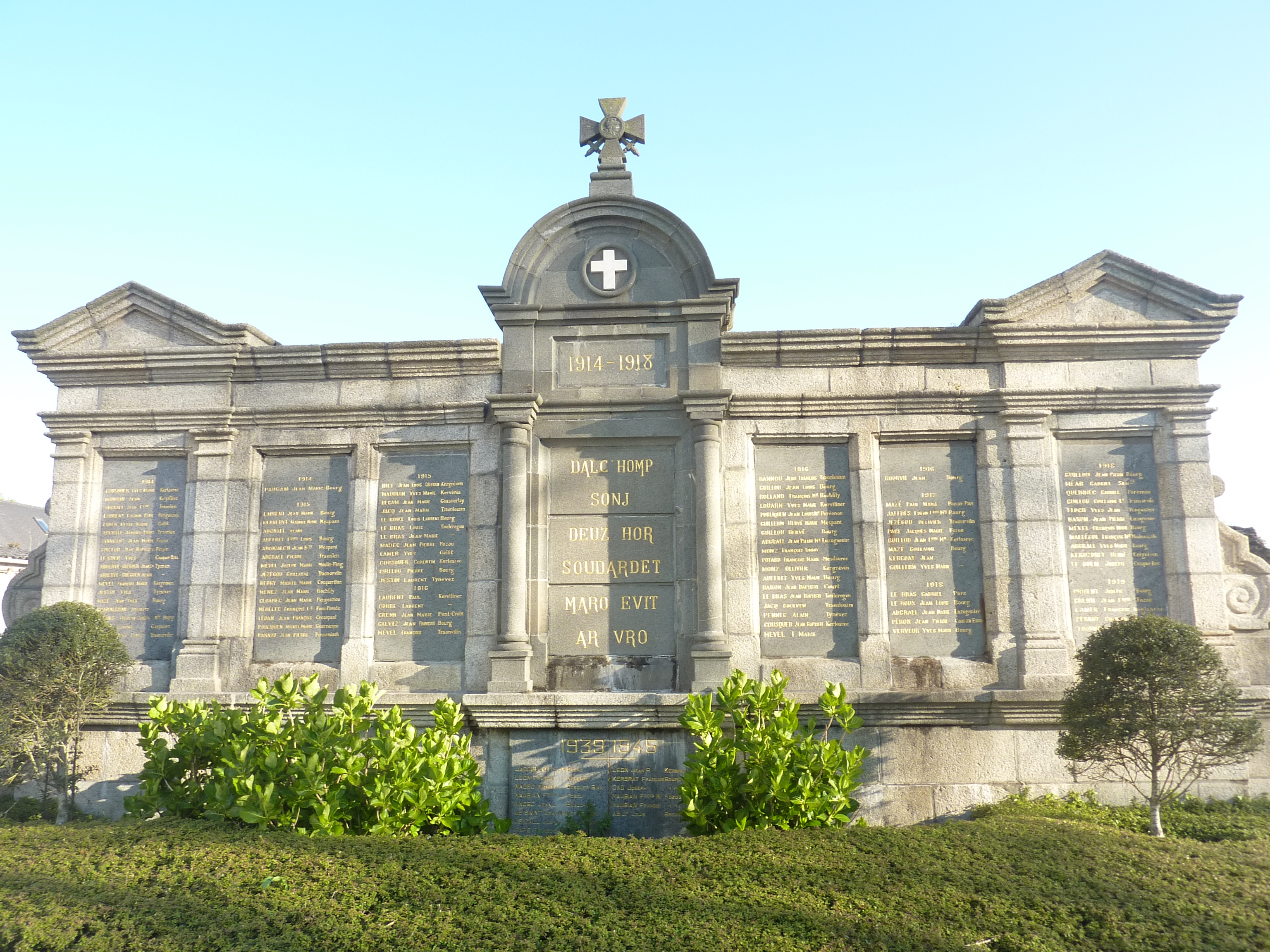
Lampaul-Guimiliau : le monument aux morts.

Le monument aux morts de Lampaul-Guimiliau porte les noms de 99 habitants de la commune morts pour la France pendant la Première Guerre mondiale : parmi eux 7 sont morts en Belgique (dont Auguste Goarnisson et Hervé Lamer dès le 22 août 1914) ; Jean Gourvil, second maître canonnier est mort en mer lors du naufrage du cuirassé Suffren le 26 novembre 1916 et Yves Verveur lors du naufrage du sous-marin Bernoulli disparu corps et biens au large de Calcutta le 13 février 1918 ; Olivier Monz est mort en Grèce en 1916 et François Mével en Albanie en 1918 ; Jean Péron est mort en captivité en Allemagne en janvier 1918 ; Jean Leroux, sergent dans les troupes coloniales, est mort de maladie en Guinée en juillet 1918; la plupart des autres sont décédés sur le sol français, dont Pierre Abgrall, Yves Lamer et Gabriel Méar, décorés tous les trois de la Médaille militaire et de la Croix de guerre  et Jean Guillou, décoré de la Croix de guerre ; Jean Abgrall et Jean Baron sont les deux derniers morts de la guerre originaires de la commune, tous les deux tués à l'ennemi dans l'Aisne le 25 octobre 1918, si l'on excepté François Tourmel, décédé après la guerre en 1919.
Cinq soldats du Commonwealth, décédés pendant la Première Guerre mondiale, dont trois au nom inconnu, sont inhumés dans le carré militaire du cimetière communal, l'un d'entre eux est canadien.

#### L'Entre-deux-guerres
Le monument aux morts de Lampaul-Guimiliau a été dessiné par Jean-Marie Abgrall et inauguré le 29 juillet 1923 (il a été déplacé en 1971 vers la place du Court).

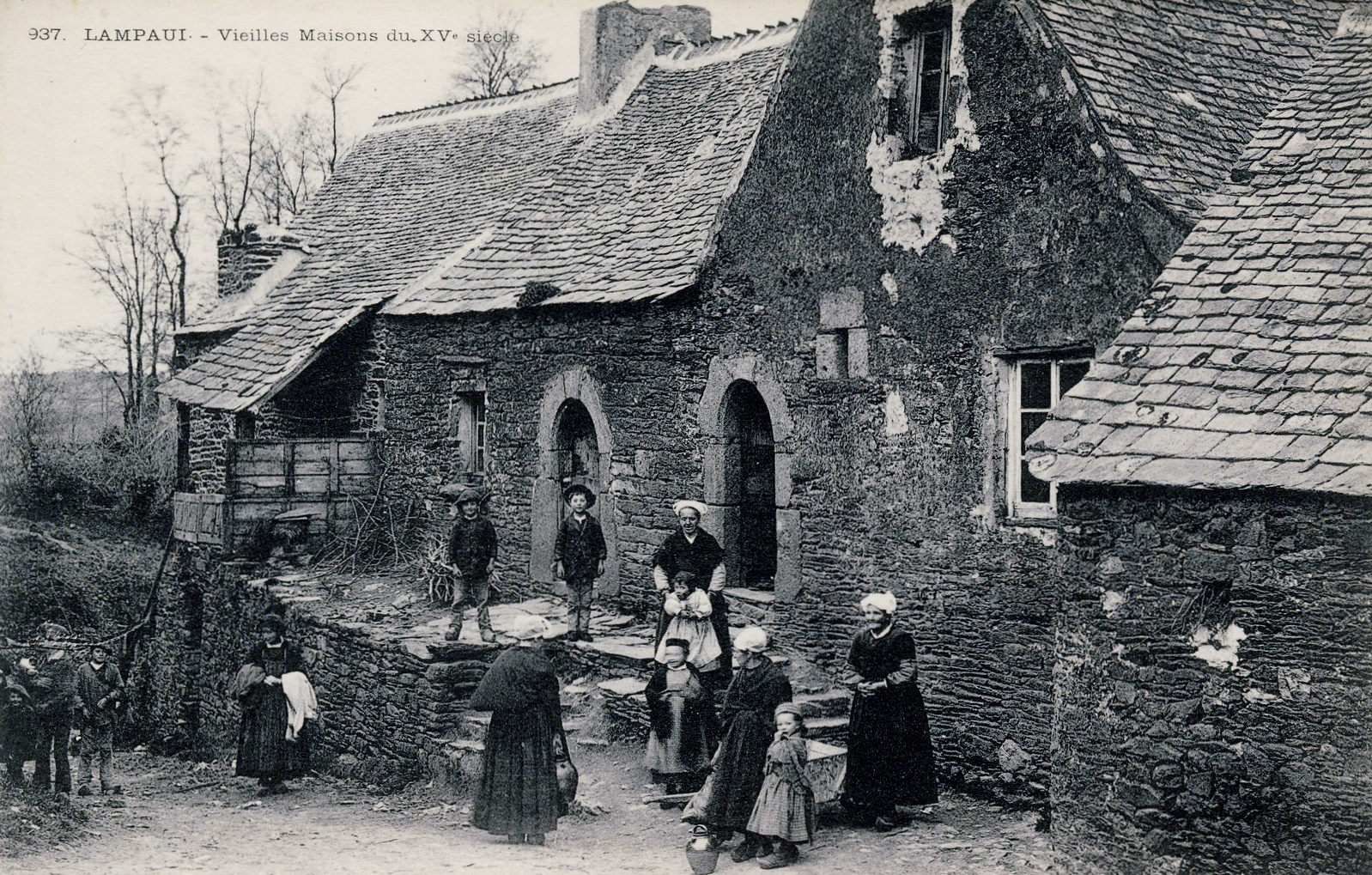
Lampaul-Guimiliau : vieilles maisons du XVe siècle (carte postale, vers 1920).
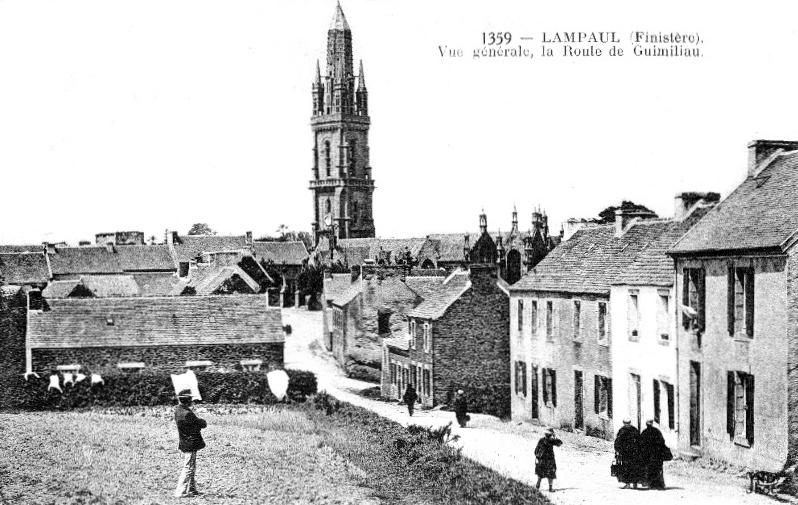
Lampaul-Guimiliau ː la route de Guimiliau vers 1920 (carte postale ND Photo).
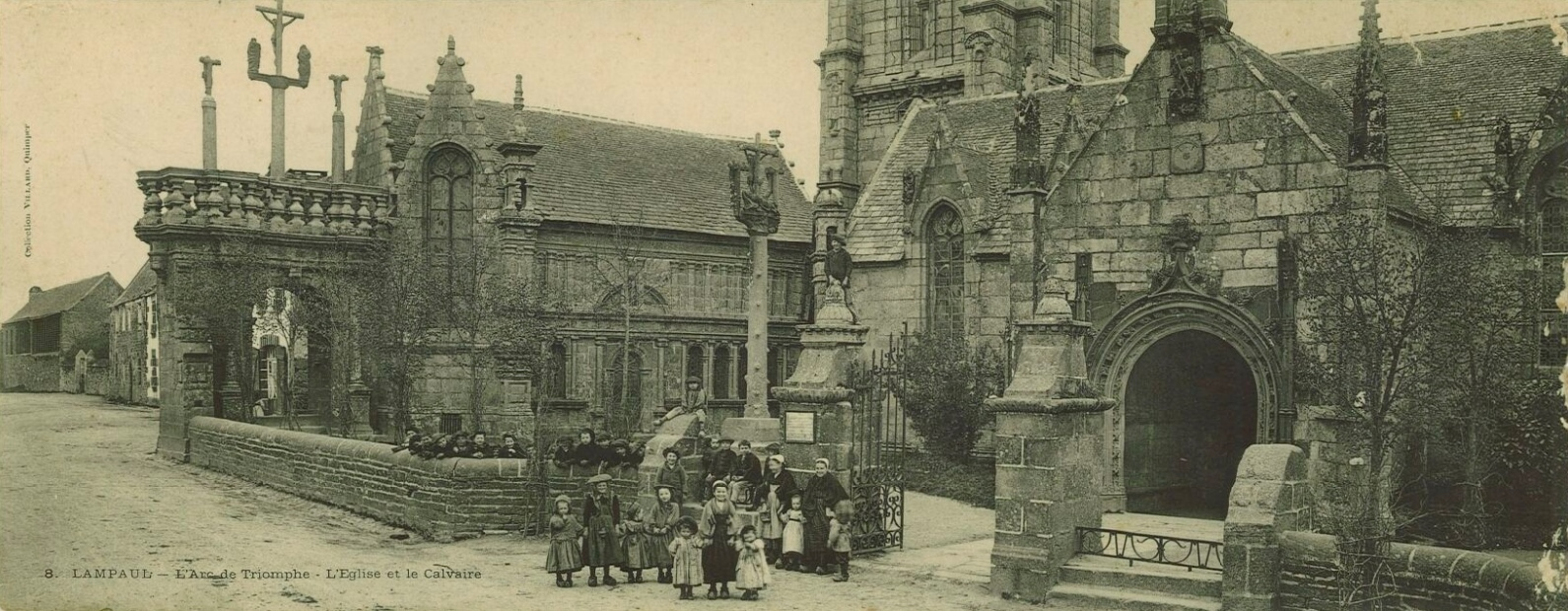
Lampaul-Guimiliau ː l'arc de triomphe, l'église et le calvaire vers 1920 (carte postale Villard).
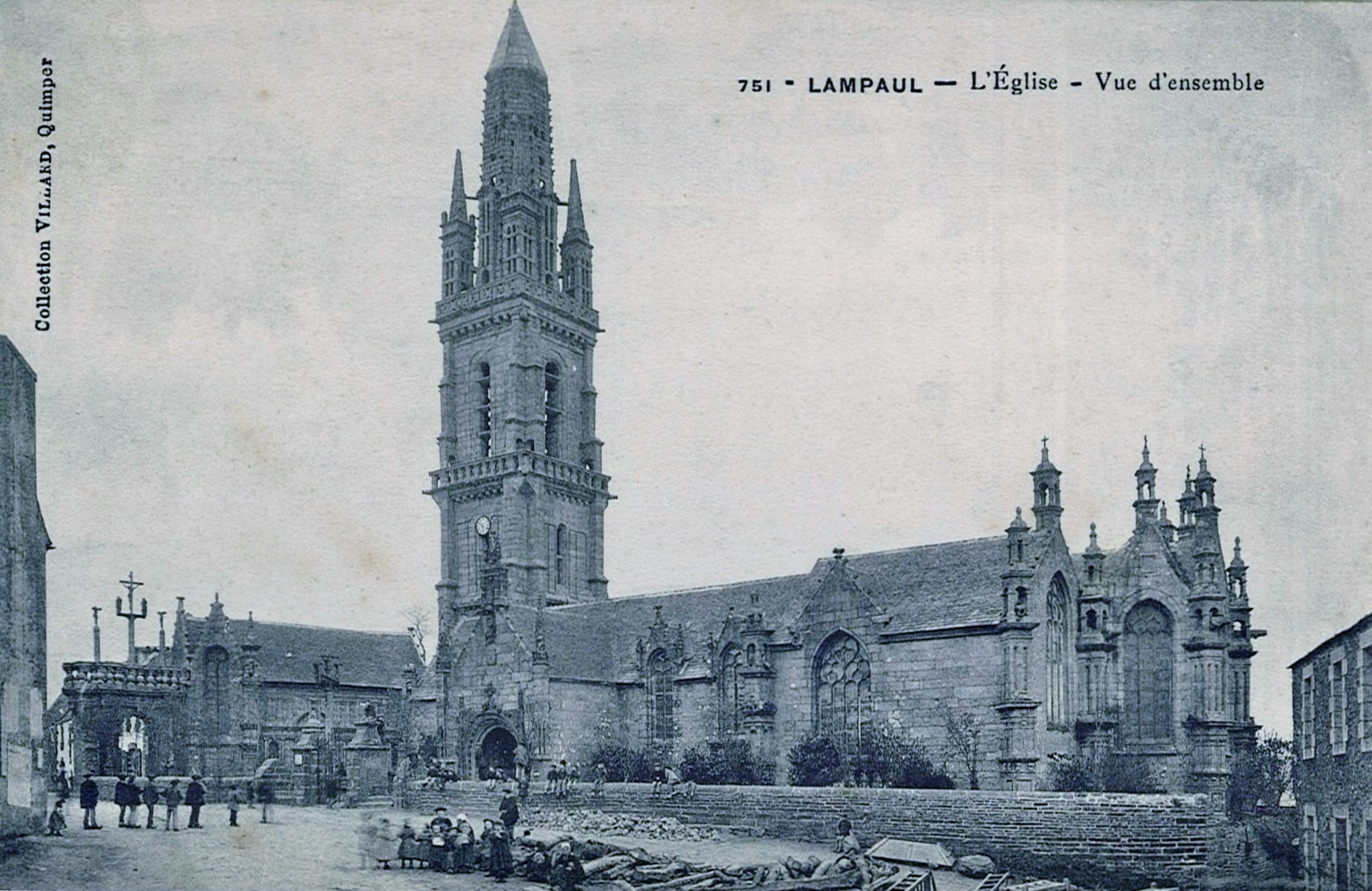
Lampaul-Guimiliau ː vue d'ensemble de l'église vers 1925 (carte postale Villard).

La fête patronale était organisée chaque année début mai : le journal La Dépêche de Brest et de l'Ouest donne par exemple dans son numéro du 3 mai 1939 le programme détaillé de celle qui fut organisée le 3 mai 1939.

#### La Seconde Guerre mondiale
Le monument aux morts de Lampaul-Guililiau porte les noms de 14 personnes mortes pour la France pendant la Seconde Guerre mondiale : parmi eux, par exemple, François-Louis Maubian, soldat au 207e régiment d'artillerie, mort le 15 juin 1940 et Francis Léon, canonnier au 210e régiment d'artillerie, mort le 26 mai 1940, tous les deux pendant la Campagne de France ; Mathieu Madec est mort en 1940 alors qu'il était en captivité en Allemagne ; Jean Léon, soldat au 610e régiment de pionniers, est mort le 3 juin 1941 à Guttstadt (Allemagne, province de Prusse-Orientale).
François Le Gall, né le 7 décembre 1918 à Saint-Sauveur, mais ayant vécu à partir de 1932 à Lampaul-Guimiliau, fit partie des réseaux de résistance en 1943-1944. Il fut ensuite longtemps président du comité des fêtes de la commune et gendarme enquêteur.

#### L'après Seconde Guerre mondiale
Le patronage Étoile Sportive Lampaulaise déclare en 1955 comme activités le chant, fe football, le tennis de table et le théâtre.

## Démographie

### Évolution démographique
L'évolution du nombre d'habitants est connue à travers les recensements de la population effectués dans la commune depuis 1793. Pour les communes de moins de 10 000 habitants, une enquête de recensement portant sur toute la population est réalisée tous les cinq ans, les populations de référence des années intermédiaires étant quant à elles estimées par interpolation ou extrapolation. Pour la commune, le premier recensement exhaustif entrant dans le cadre du nouveau dispositif a été réalisé en 2004.

En 2022, la commune comptait 2 004 habitants, en évolution de −3,61 % par rapport à 2016 (Finistère : +2,16 %, France hors Mayotte : +2,11 %).
| 1793  | 1800  | 1806  | 1821  | 1831  | 1836  | 1841  | 1846  | 1851  |
| ----- | ----- | ----- | ----- | ----- | ----- | ----- | ----- | ----- |
| 1 988 | 2 010 | 2 068 | 2 249 | 2 443 | 2 482 | 2 496 | 2 558 | 2 455 |

| 1856  | 1861  | 1866  | 1872  | 1876  | 1881  | 1886  | 1891  | 1896  |
| ----- | ----- | ----- | ----- | ----- | ----- | ----- | ----- | ----- |
| 2 370 | 2 457 | 2 423 | 2 333 | 2 427 | 2 402 | 2 565 | 2 510 | 2 307 |

| 1901  | 1906  | 1911  | 1921  | 1926  | 1931  | 1936  | 1946  | 1954  |
| ----- | ----- | ----- | ----- | ----- | ----- | ----- | ----- | ----- |
| 2 176 | 2 132 | 2 138 | 1 847 | 1 719 | 1 575 | 1 459 | 1 405 | 1 232 |

| 1962  | 1968  | 1975  | 1982  | 1990  | 1999  | 2004  | 2006  | 2009  |
| ----- | ----- | ----- | ----- | ----- | ----- | ----- | ----- | ----- |
| 1 143 | 1 149 | 1 540 | 1 973 | 2 037 | 1 990 | 2 061 | 2 033 | 2 028 |

| 2014  | 2019  | 2022  | - | - | - | - | - | - |
| ----- | ----- | ----- | - | - | - | - | - | - |
| 2 077 | 2 028 | 2 004 | - | - | - | - | - | - |

Commentaire  : Lampaul-Guimiliau est en 2008 à peine plus peuplé qu'en 1793, mais cette stabilité apparente masque des évolutions très contrastées selon les périodes. Après une croissance démographique notable (+ 494 habitants entre 1793 et 1841, soit + 25,5 % en 48 ans), la population de Lampaul-Guimiliau reste en gros stable, par-delà de modestes fluctuations en dents de scie, pendant le reste du XIXe siècle, la population de 1891 étant quasi identique à celle de 1841 ; c'est toutefois pendant cette période, en 1886, qu'est atteint le maximum démographique. Les deux premiers tiers du XXe siècle sont une période de long déclin de la population, qui perd 1367 habitants entre 1891 et 1962 (- 54,5 % en 71 ans). Proche de Landivisiau et possédant une entreprise industrielle importante pourvoyeuse d'emplois, la commune connaît un spectaculaire regain démographique entre 1962 et 1990, regagnant 894 habitants en 28 ans (+ 78,2 %), mais la population stagne à nouveau ces dix-huit dernières années entre 1990 et 2008.
La population de Lampaul-Guimiliau reste relativement jeune (20,6 % de 0 à 19 ans contre 13,4 % de 65 ans et plus), ce qui explique un accroissement naturel constamment positif depuis au moins 1968 ; entre 1999 et 2008, en 9 ans donc, 270 naissances et 141 décès ont été constatés ; par contre le solde migratoire, qui était positif entre 1968 et 1982, est redevenu négatif depuis 1990, témoignant de la reprise de l'exode. L'augmentation du nombre des logements, passé de 359 en 1968 à 898 en 2007, essentiellement par augmentation du nombre des résidences principales passées de 326 à 614 pendant la même période, témoigne de l'essor de la périurbanisation, en raison de la création de plusieurs lotissements qui tendent à transformer partiellement Lampaul-Guimiliau en cité-dortoir de Landivisiau.

### Évolution du rang démographique
| selon la population municipale des années : | 1968 | 1975 | 1982 | 1990 | 1999 | 2006 | 2009 | 2013 |
| Rang de la commune dans le département      | 152  | 114  | 91   | 100  | 102  | 107  | 111  | 114  |
| Nombre de communes du département           | 286  | 283  | 283  | 283  | 283  | 283  | 283  | 283  |

En 2017, Lampaul-Guimiliau était la 116e commune du département en population avec ses 2 058 habitants (territoire en vigueur au 1er janvier 2020), derrière Ploumoguer (115e avec 2 063 habitants) et devant Clohars-Fouesnant (117e avec 2 055 habitants).

### Liste des maires

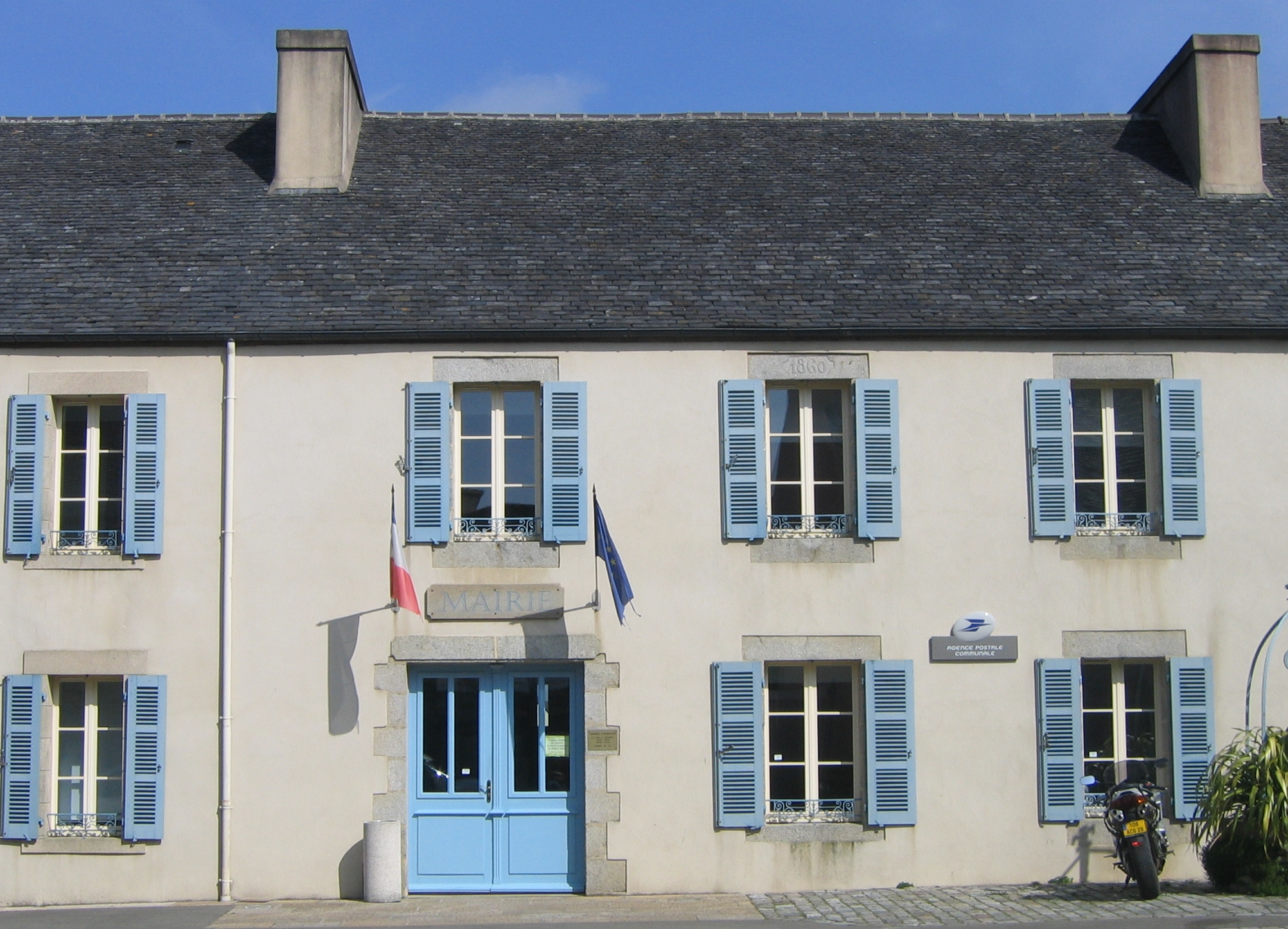
La mairie de Lampaul-Guimiliau.

## Économie

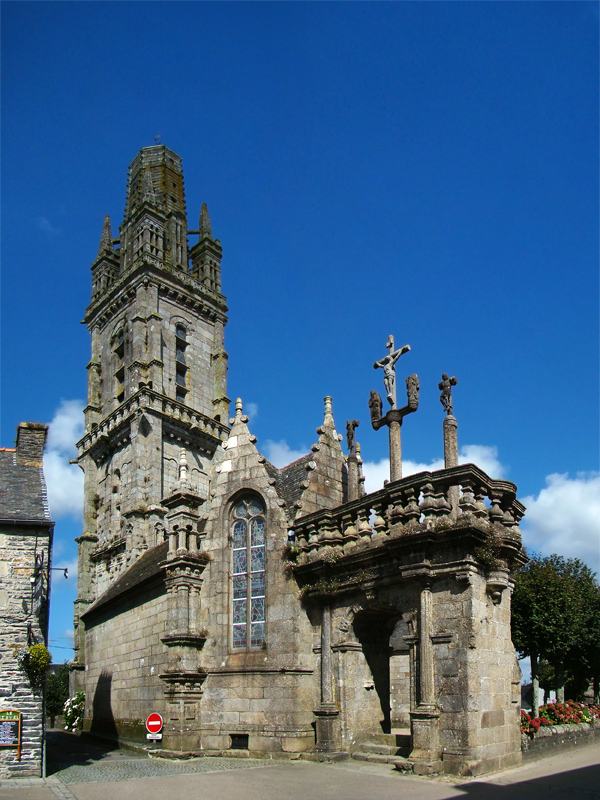
L'enclos paroissial.

### Les tanneries
Depuis le Moyen Âge au moins, des tanneries ont fonctionné dans le bassin de l'Élorn en raison de la qualité de ses eaux : en 1794, 160 tanneries étaient recensées dans le district de Landerneau, et particulièrement dans la région de Landivisiau et Lampaul-Guimiliau ; une tannerie employait généralement de 4 à 15 ouvriers, mais les ouvriers étaient parfois les domestiques des fermes.
Cette industrie décline au cours des XIXe siècle et XXe siècle : à Lampaul-Guimiliau, le nombre des tanneries tombe de 49 en 1799 à 25 en 1876 et 9 en 1901. Les tanneries ne sont plus que 8 en 1946 employant une soixantaine de salariés. La dernière a fermé en 1986.
La plus importante était la tannerie Abgrall qui en 1925 emploie 10 ouvriers ; cette tannerie a fermé en 1955.
Les tanneries étaient source de nombreuses nuisances : les odeurs répugnantes, la puanteur, particulièrement lors de l'ébourrage et de l'écharnage, liées entre autres à la putréfaction des chairs mortes, incommodent les gens et expliquent que les tanneurs étaient méprisés, traités en parias. Le duc Jean III de Bretagne qualifie de « vilainâtres » ceux qui « s'entremettent de vilains métiers » comme « écorcheurs de chevaux, de vilaines bêtes » ; il les qualifie d'« infâmes » et ils ne peuvent pas être « sénéchal, juge, (…), témoin, (…) ». Les rejets des eaux usées des tanneries contenant des restes de poils, de la chaux, des sels et du tanin aboutissaient dans l'Élorn, provoquant une raréfaction des poissons, en particulier des saumons.

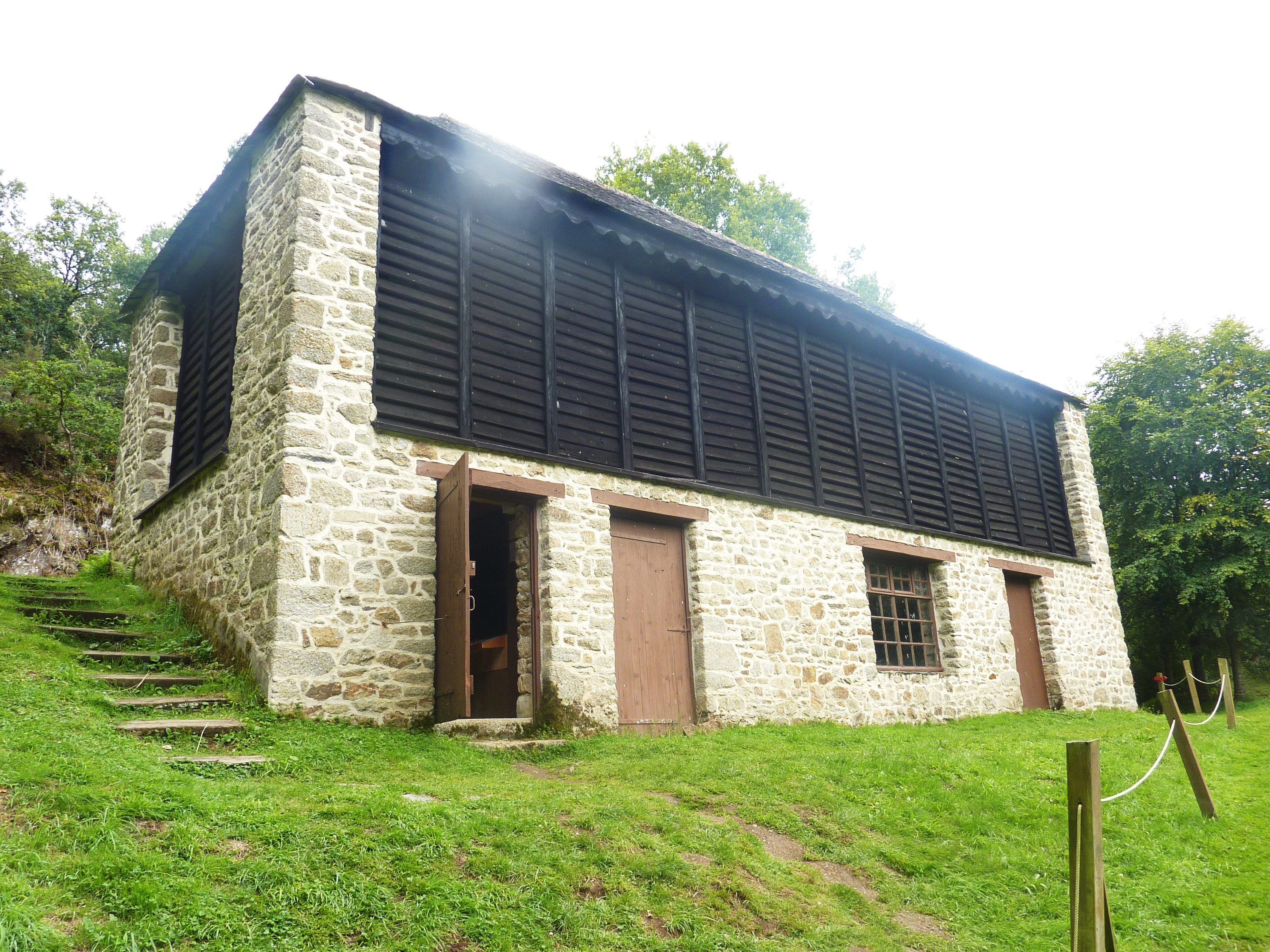
L'ancienne tannerie Abgrall (initialement située au bourg de Lampaul-Guimiliau, désormais sur le site des Moulins de Kerouat en Commana).
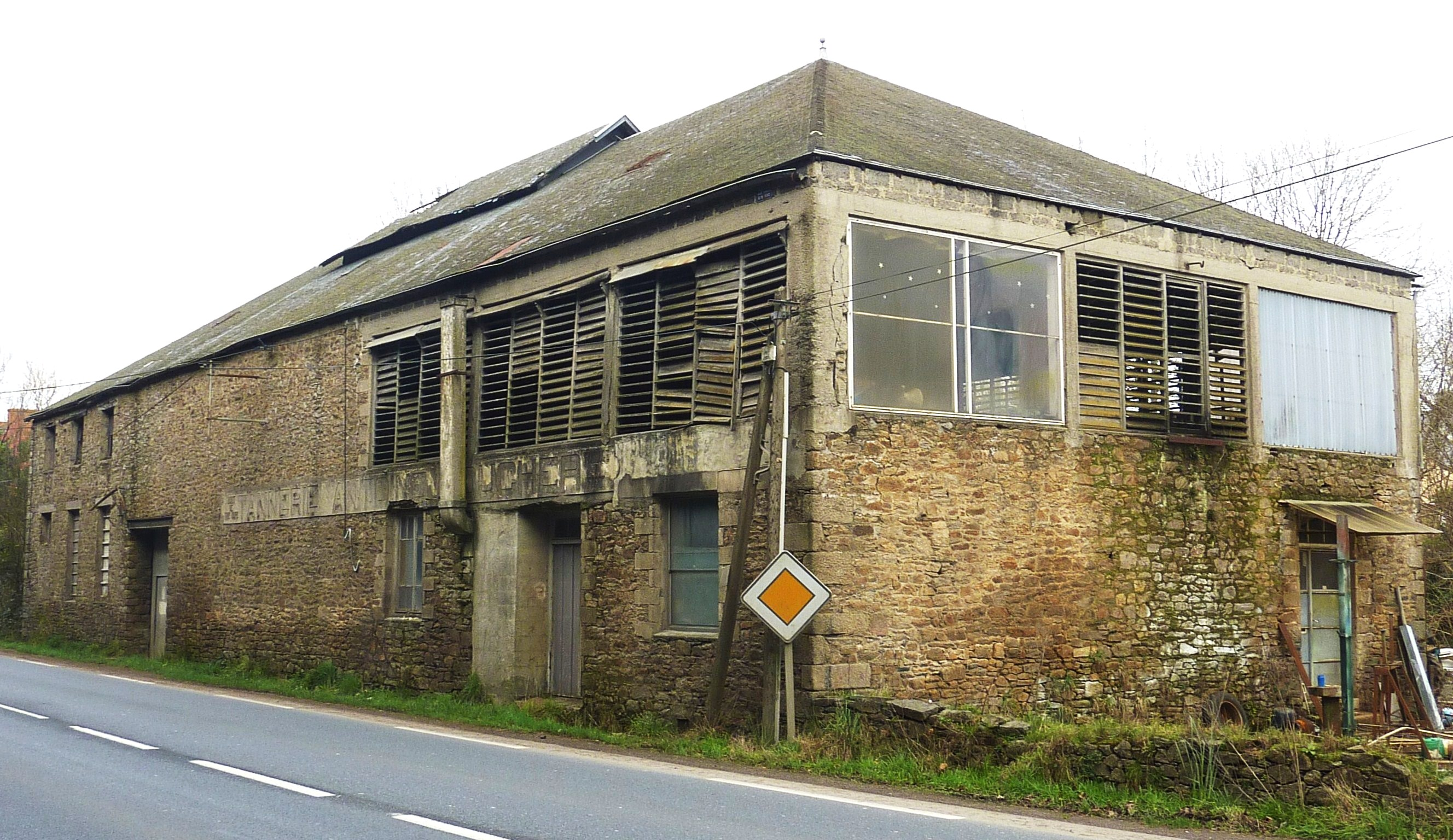
L'ancienne tannerie Antoine Boucher (état en 2011).
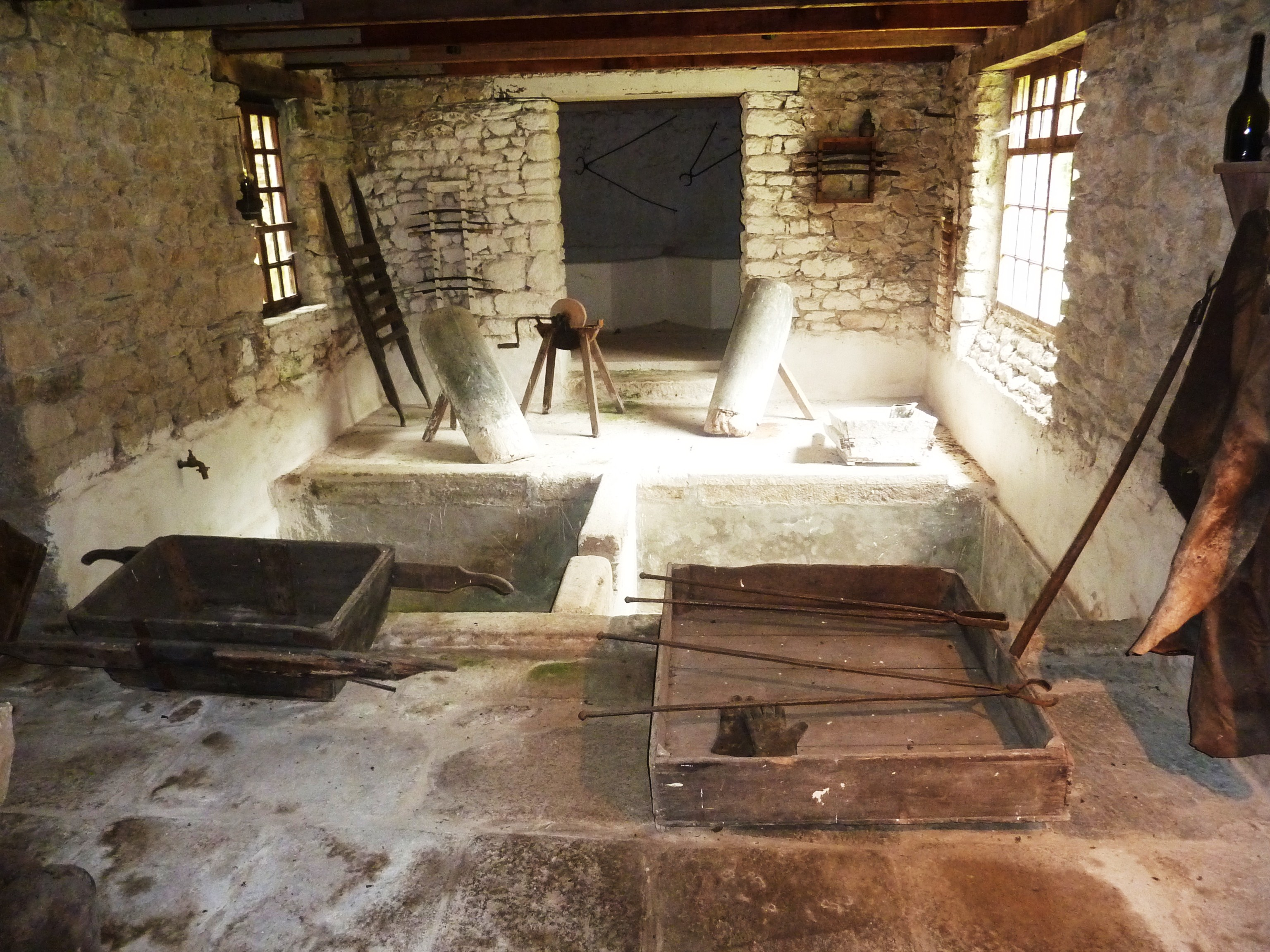
Moulins de Kerouat : l'ancienne tannerie Abgrall, vue intérieure.

En amont de cette activité de tannerie, des moulins à tan se sont développés à proximité de Lampaul-Guimiliau à Lézerarien (en Guiclan), Bauchamp et Milin Gouez pour extraire le tanin. La récolte de l'écorce de chêne, le tan, mis en fagots, était faite par les kigners au printemps au moment de ma montée en sève à l'aide d'un couteau spécial à tranchant circulaire. Les moulins à tan broyaient cette écorce pour la réduire en fines particules.
En aval de l'activité des tanneries, le tan usé était piétiné, séché et mis dans des moules pour confectionner des mottes qui servaient ensuite de combustible. Les tanneries pouvaient en tirer un bon revenu : celle de Miliau-Bodros, à Traon-ar-Vilin, vendit par exemple en 1786 pour 462 livres de « mottes à faire feu, des écorces moulues et à moudre ». Outre les peaux tannées, rien n'était perdu : les poils des peaux étaient vendus à des fabricants de feutre ou servaient de bourre pour la fabrication des cartouches; les graisses servaient à faire du savon ou de la colle. Vers la fin du XIXe siècle, 4 usines de fabrication de colle étaient implantées près de Lampaul-Guimiliau au Pontic-Roudourou, à la Montagne, à Casuguel et à Mestual.

### L'activité toilière
Lampaul-Guimiliau fait aussi partie de la zone de l'activité toilière du Haut-Léon : le travail du lin et du chanvre s'y développe dès le XVe siècle, et connaît une forte expansion entre le XVIe siècle et le XVIIIe siècle, ce qui permet l'ascension sociale des Juloded, mais ce qualificatif s'appliquait aussi aux patrons des tanneries.

### L'abattoir Gad
Louis Gad, boucher dans la commune, ouvre un abattoir dans le bourg en 1956. Son entreprise est spécialiste de la viande de porc, et ouvre en 1967 un atelier de découpe et de fabrication de produits élaborés. En 1983 Louis Gad cède à ses enfants la direction de l'entreprise, qui compte alors 280 salariés, en 1983. La décennie 1990-2000 est l'âge d'or de l'entreprise qui dépasse les 1 000 salariés à la fin du XXe siècle (jusqu'à 2,35 millions de porcs abattus dans l'année), produisant lardons, côtes de porcs, saucisses, etc.. En 2008 Gad, la Cecab et la société Prestor réunissent leurs activités concernant la viande porcine : la société créée par leur fusion devient le troisième abatteur français de porcs et compte alors 2 700 salariés. La famille Gad cède en 2011 ses parts dans l'entreprise à la Cecab, qui en prend le contrôle.
La fermeture le 13 octobre 2013 des abattoirs de porcs Louis Gad, l'activité de l'entreprise étant concentrée sur le second abattoir possédé par le groupe, situé à Josselin ; 889 emplois salariés disparaissent à Lampaul-Guimiliau, ce qui est une catastrophe économique et sociale pour Lampaul-Guimiliau et sa région. Emmanuel Macron, alors ministre de l'économie, lors d'une visite sur place, qualifia certains employés de l'usine d'« illettrés », il s'en excusa par la suite. Olivier Le Bras, ancien délégué syndical Force Ouvrière et Bonnet rouge, a écrit un livre, Le visage des Gad, retraçant l'histoire du combat mené en vain par les ouvriers pour sauver leur usine.
En 2019 une partie de l'usine Gad est déconstruite. Il faut attendre 2023 pour qu'une reprise du reste du site est envisagé par l'entreprise Bretagne Lin pour y créer une usine de treillage, filage et tricotage du lin.
Par ailleurs, une usine de salaison, la Compagnie lampaulaise de salaison, fut un temps intégrée à l'entreprise Jean Caby et a été rachetée en 2015 par le groupe Financière Turenne Lafayette puis par la Cooperl en 2017.

## Culture locale et patrimoine

### Monuments et sites

#### Patrimoine religieux
L'enclos paroissial (en kersantite) : l'arc de triomphe, la croix et la chapelle funéraire de la Trinité (ossuaire) font l'objet d'un classement au titre des Monuments historiques respectivement depuis 1910 et 1914.
- La « Porte triomphale » ou Arc de triomphe date de 1669 et porte un Christ en croix entouré de la Vierge Marie et de saint Jean.
- L'église Notre-Dame-de-Lampaul-Guimiliau date des XVIe siècle et XVIIe siècle : « le chœur et l'abside disparaissent sous les grands retables des autels, séparés par des panneaux de bois aux riches sculptures, le tout peint et largement doré. Cette profusion de colonnes, de corniches, de niches, de cartouches, cette multitude de statues et de personnages donne l'impression d'une grand richesse décorative et constitue un ensemble qui ne manque pas d'harmonie et de magnificence »[86]. Les orgues sont de Thomas Dallam.

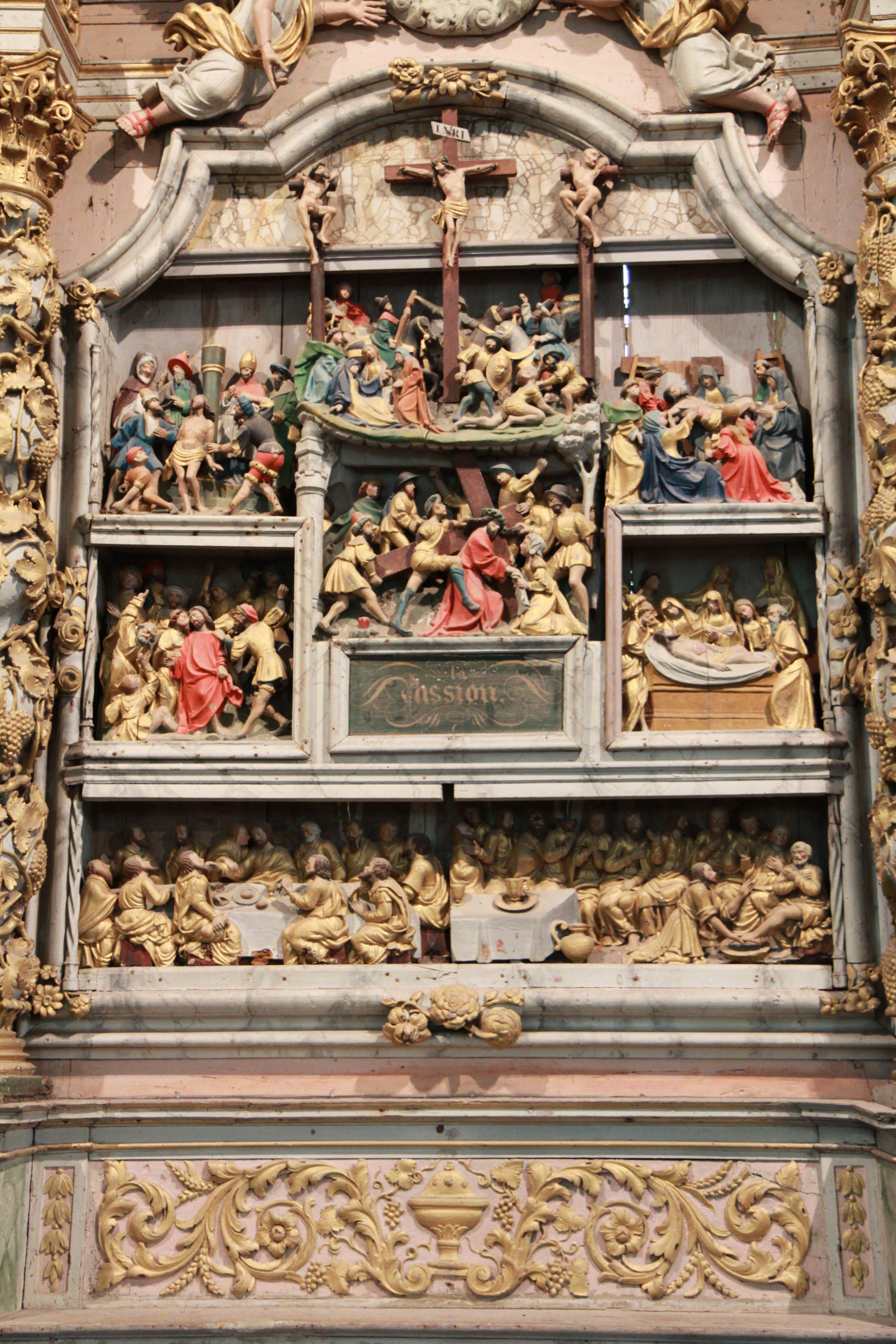
Le retable de la Passion.
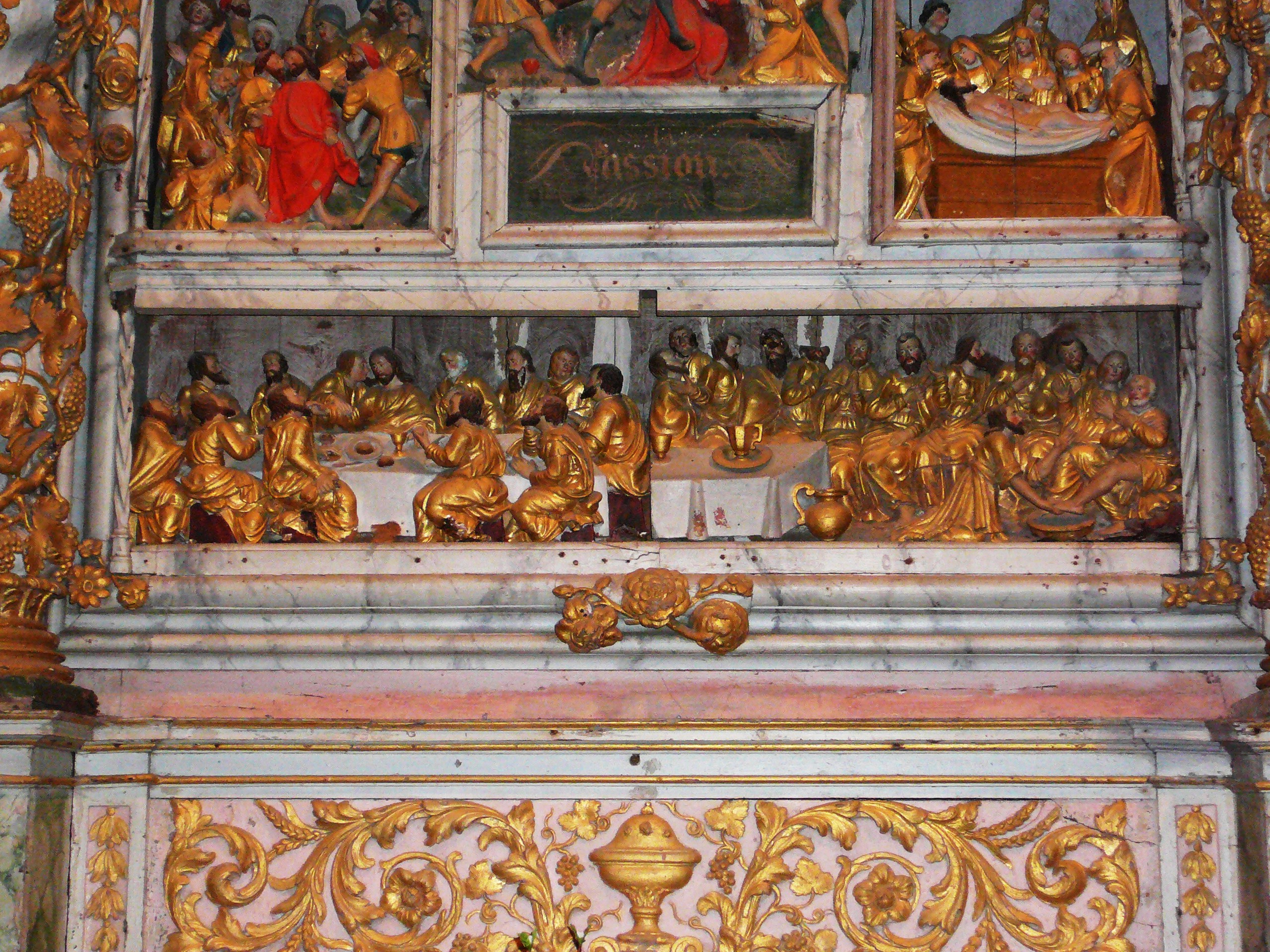
Le retable de la Passion (partie basse : la Cène).
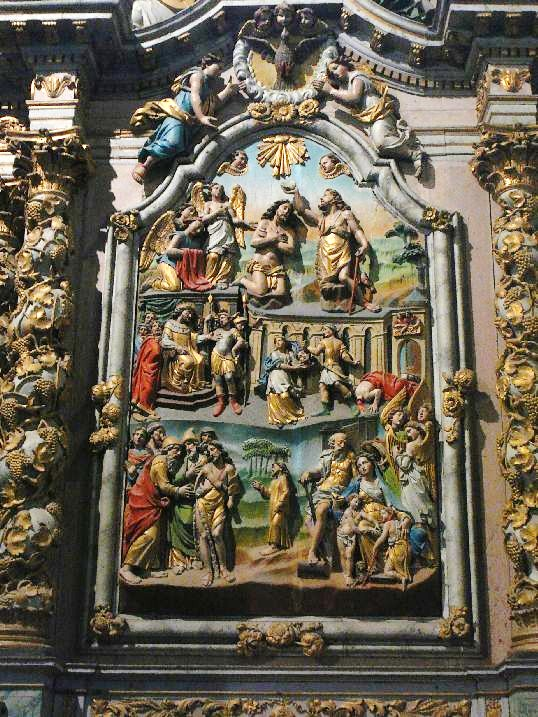
Le retable de saint Jean-Baptiste.
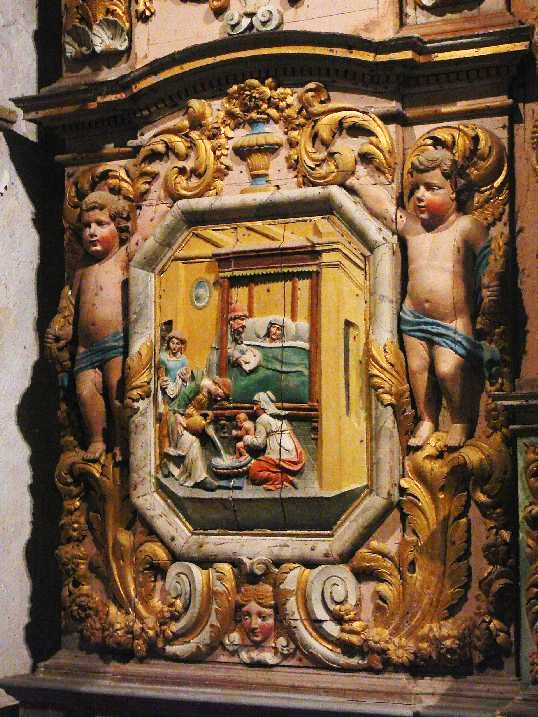
La naissance de la Vierge (représentation rare).
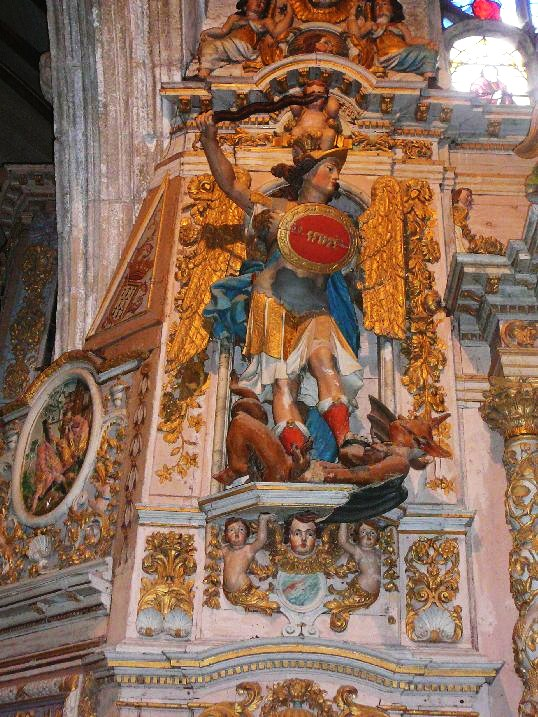
Saint Michel Archange terrassant le dragon.
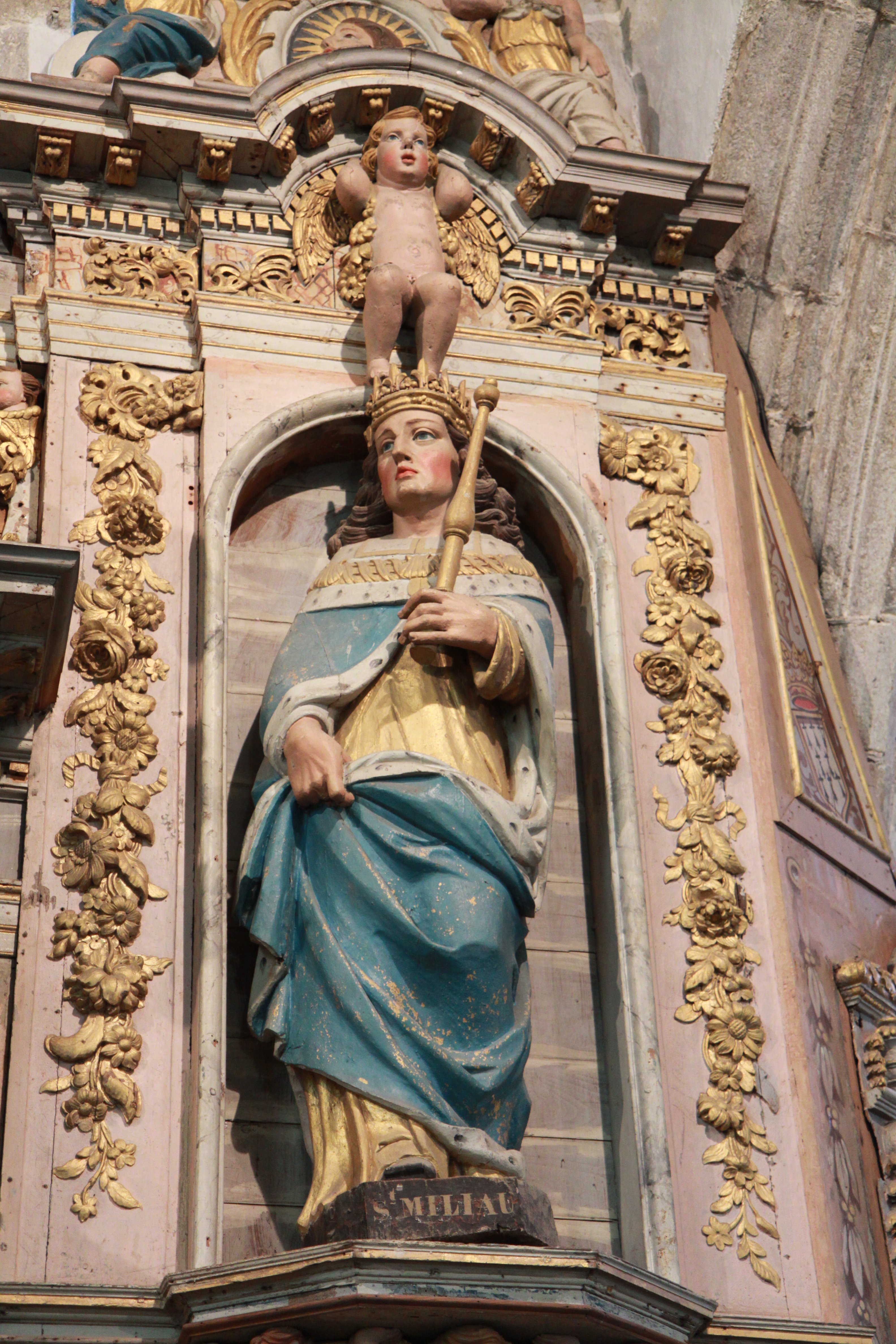
Statue de saint Miliau.

- - Le retable de la Passion (….) est d'une grande richesse, formant un merveilleux ensemble, encadrant un fouillis éblouissant d'ors et de personnages. Quatre colonnes torses sculptées accouplées deux à deux soutiennent un riche entablement qui se brise en fronton, couvert de statues. Au centre le Fils de Dieu ressuscité s'élance triomphant vers le ciel. À droite et à gauche sont prosternés des anges adorateurs, flanqués d'anges joueurs de viole»[87].
  - Le retable de Saint-Jean-Baptiste est également remarquable ; un panneau sculpté, datant du XVIIe siècle, représente « la chute des anges déchus » : l'archange Saint-Michel terrasse de son glaive les corps nus, sensuels et enchevêtrés des démons[88].
  - La poutre de gloire, datée du XVIe siècle, également classée au titre des Monuments historiques[85] depuis 1910. Elle sépare la nef du chœur et porte une Crucifixion expressive ; côté nef, des anges recueillent le sang du Christ et les scènes de la Passion y sont représentées ; côté chœur, les Sybilles, prêtresses d'Apollon, encadrent le groupe de l'Annonciation.

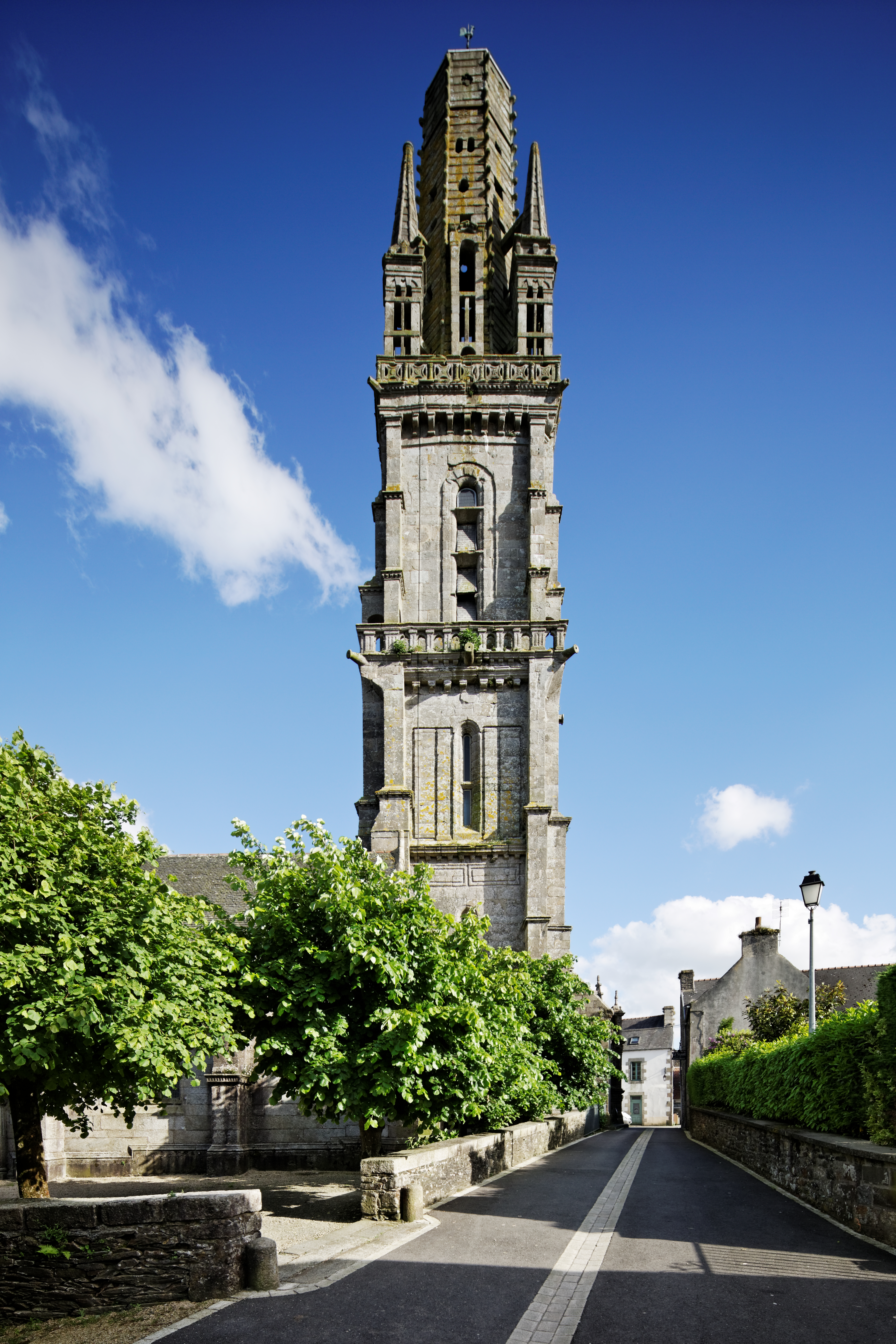
L'église Notre-Dame et son clocher tronqué.
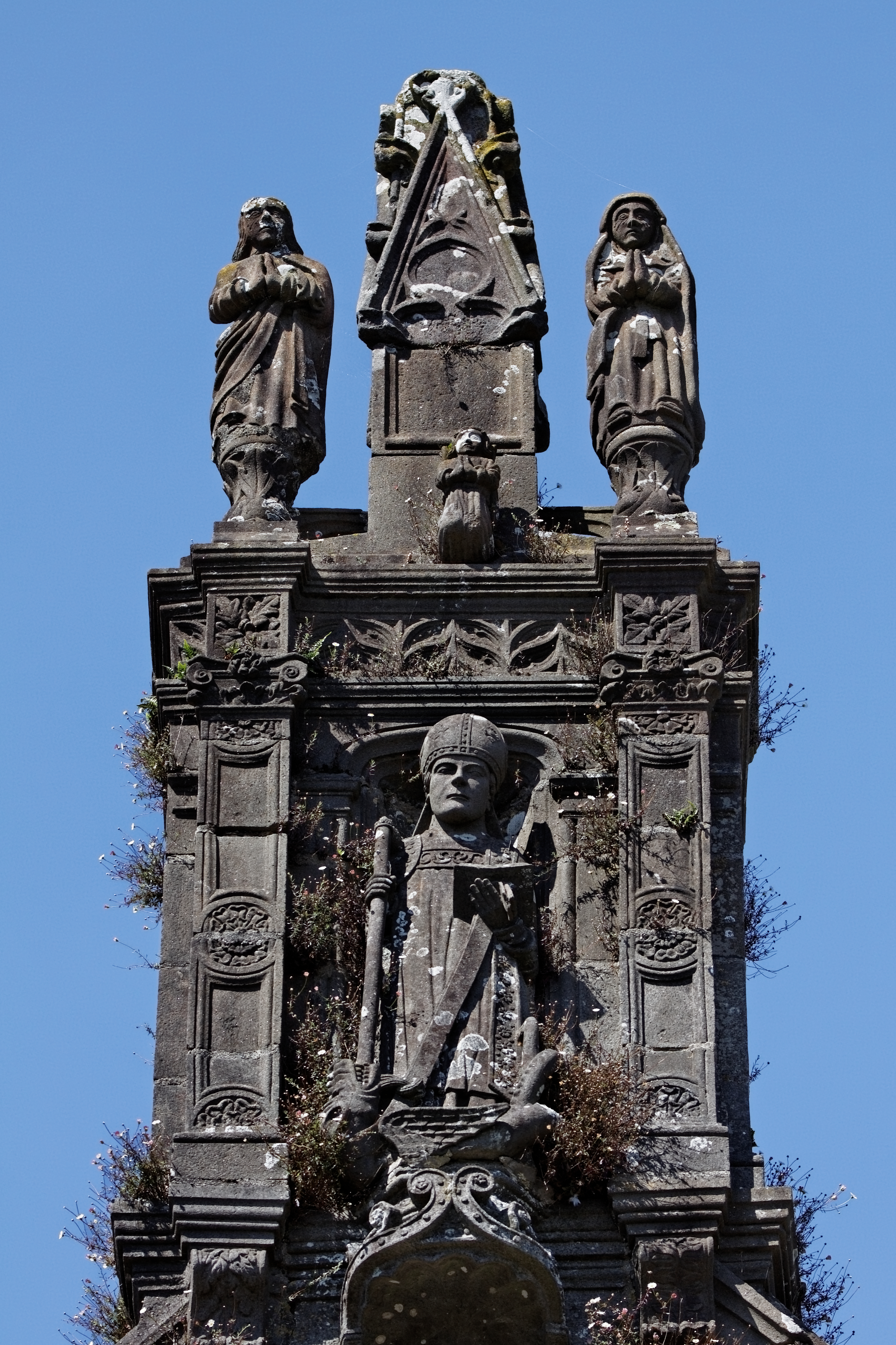
L'église Notre-Dame : statues sommitales au sommet d'un pignon.
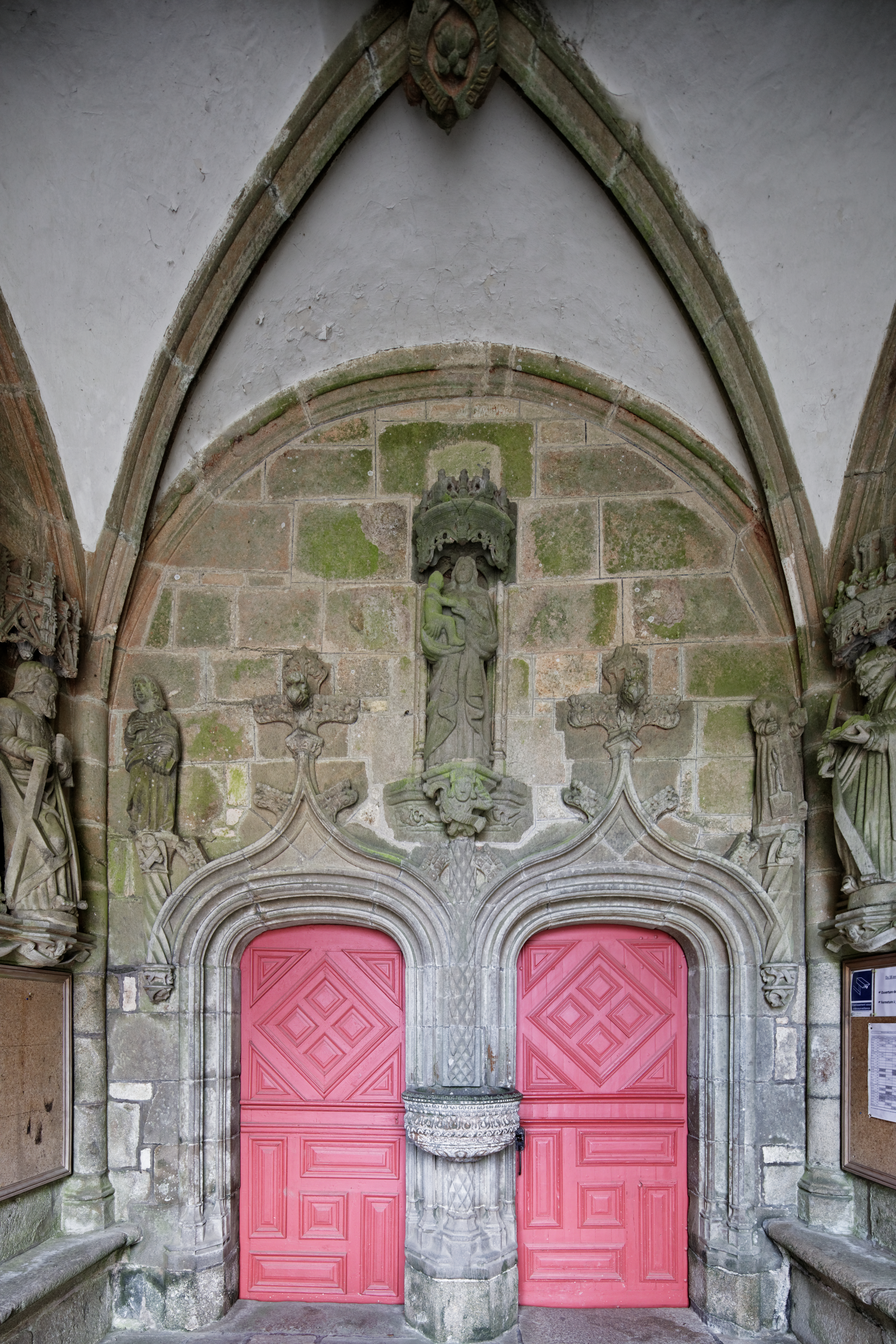
L'église Notre-Dame : le portail ouest.
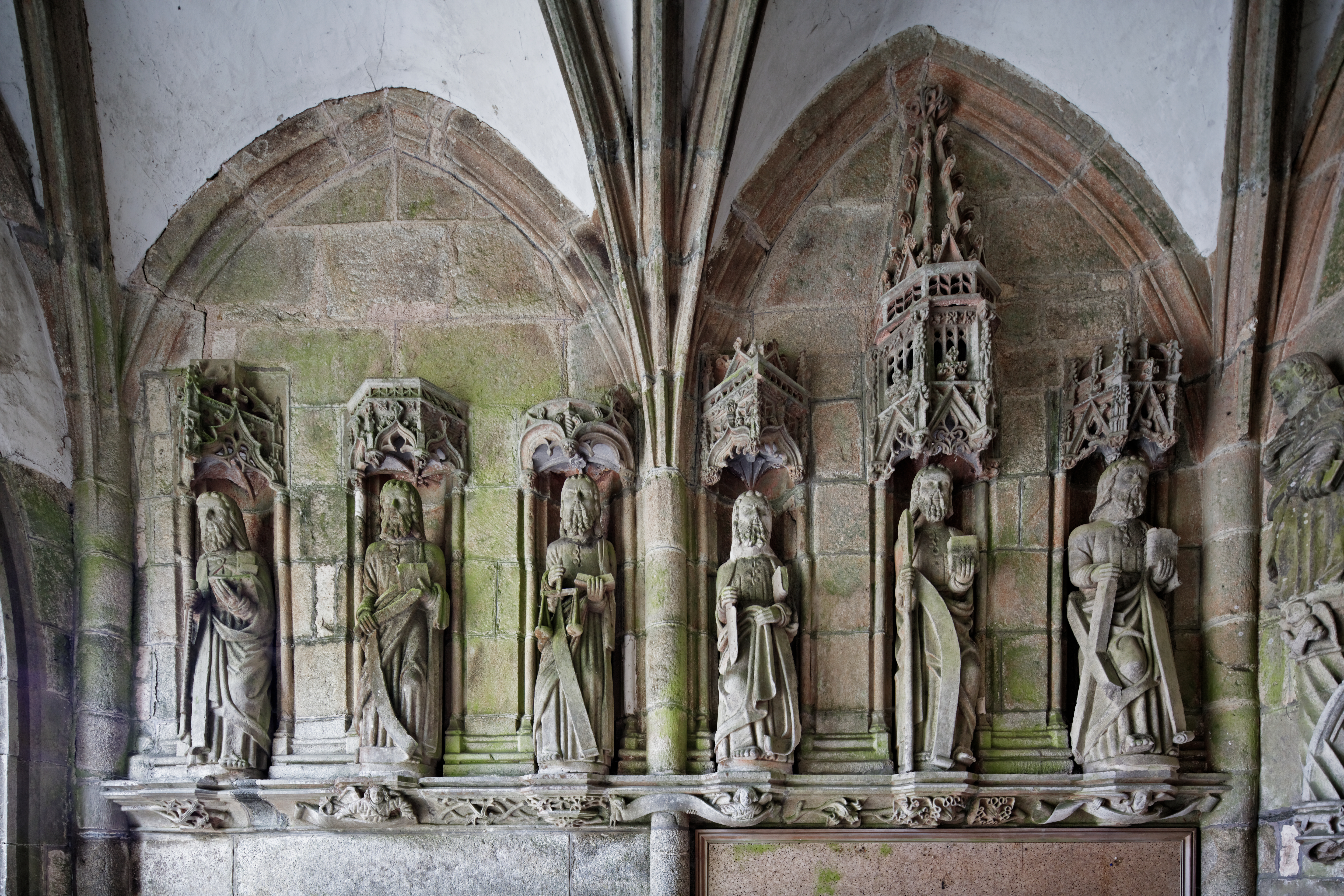
L'église Notre-Dame : six des apôtres du porche.
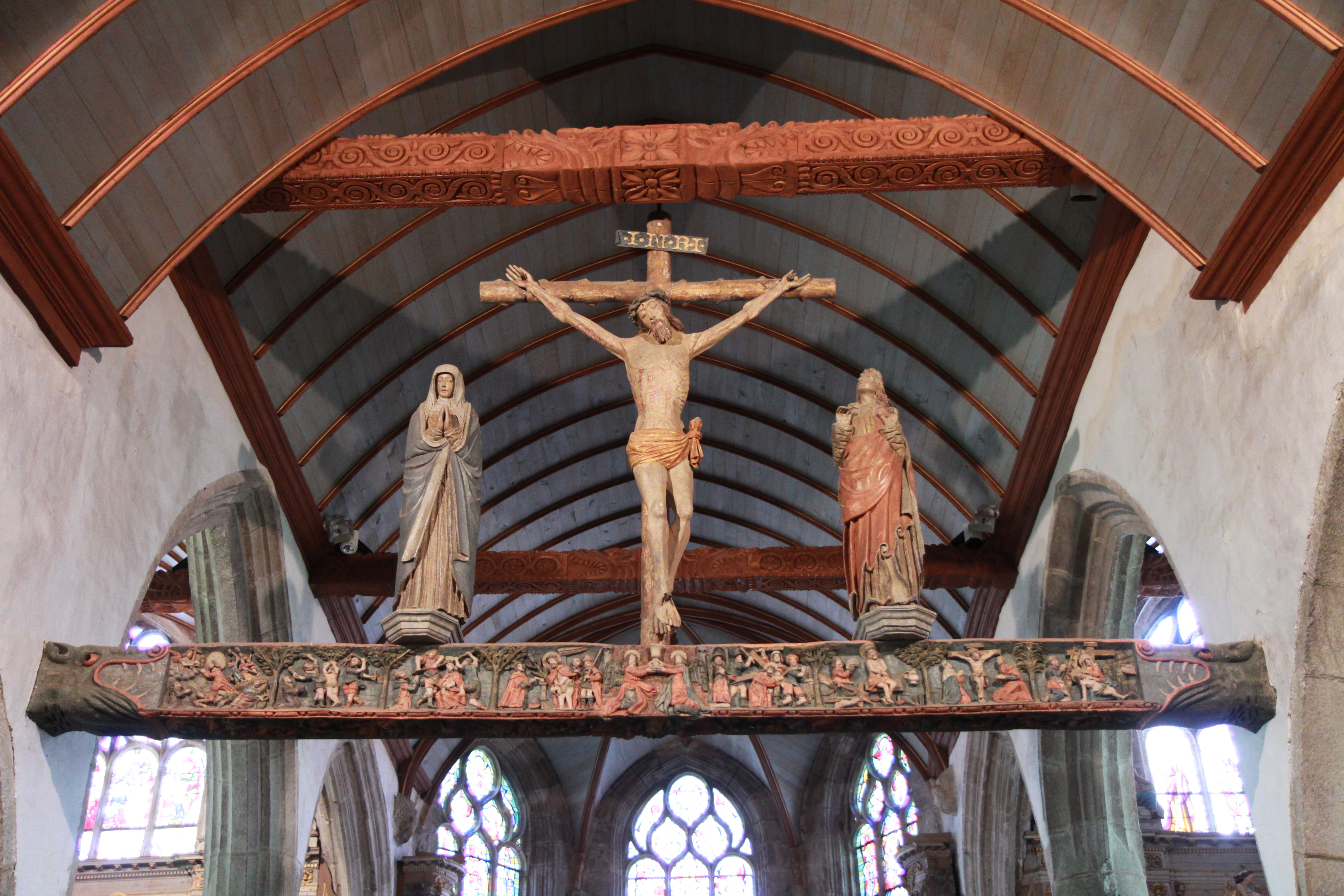
L'église Notre-Dame : la Poutre de gloire.
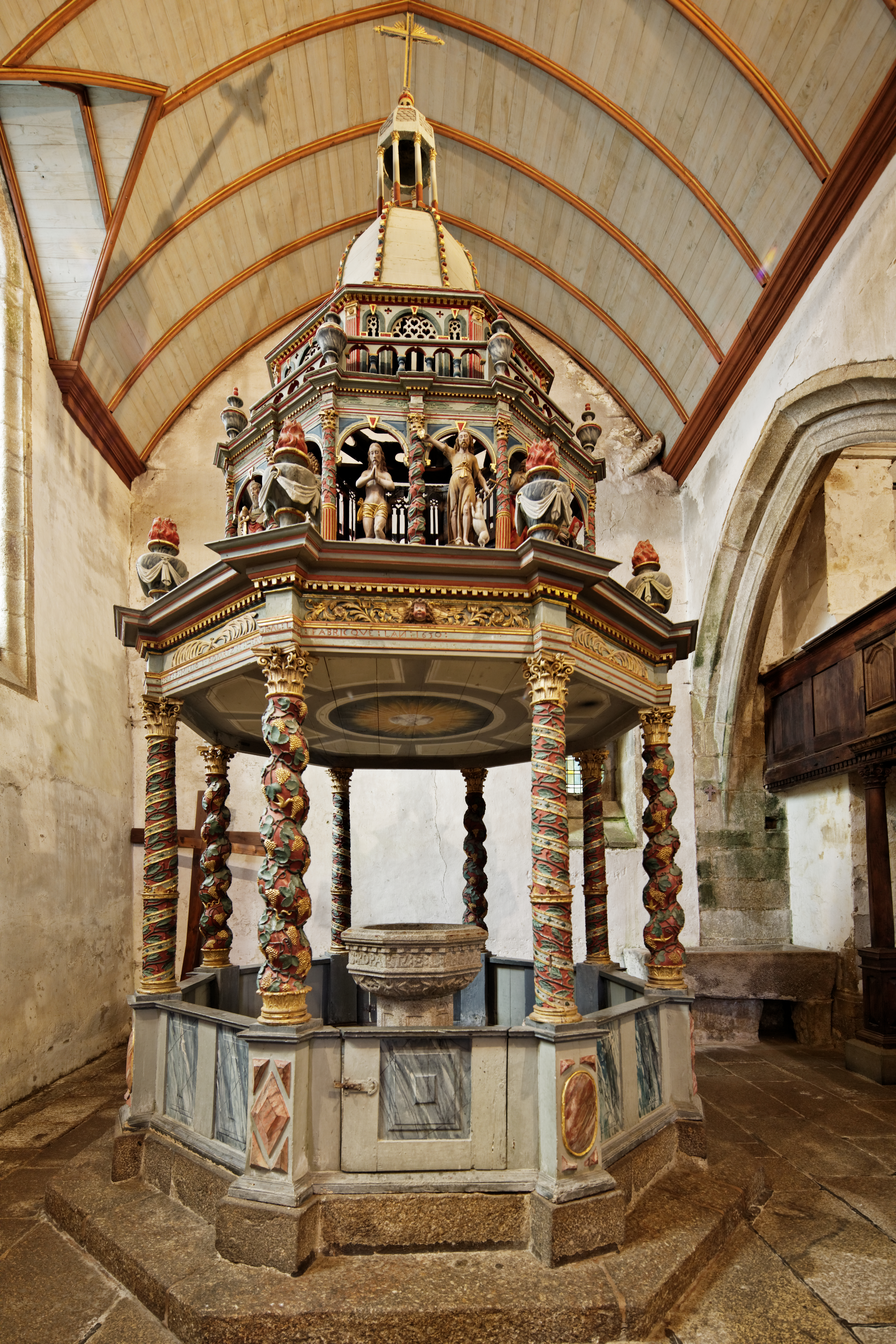
L'église Notre-Dame : le baptistère et son baldaquin.
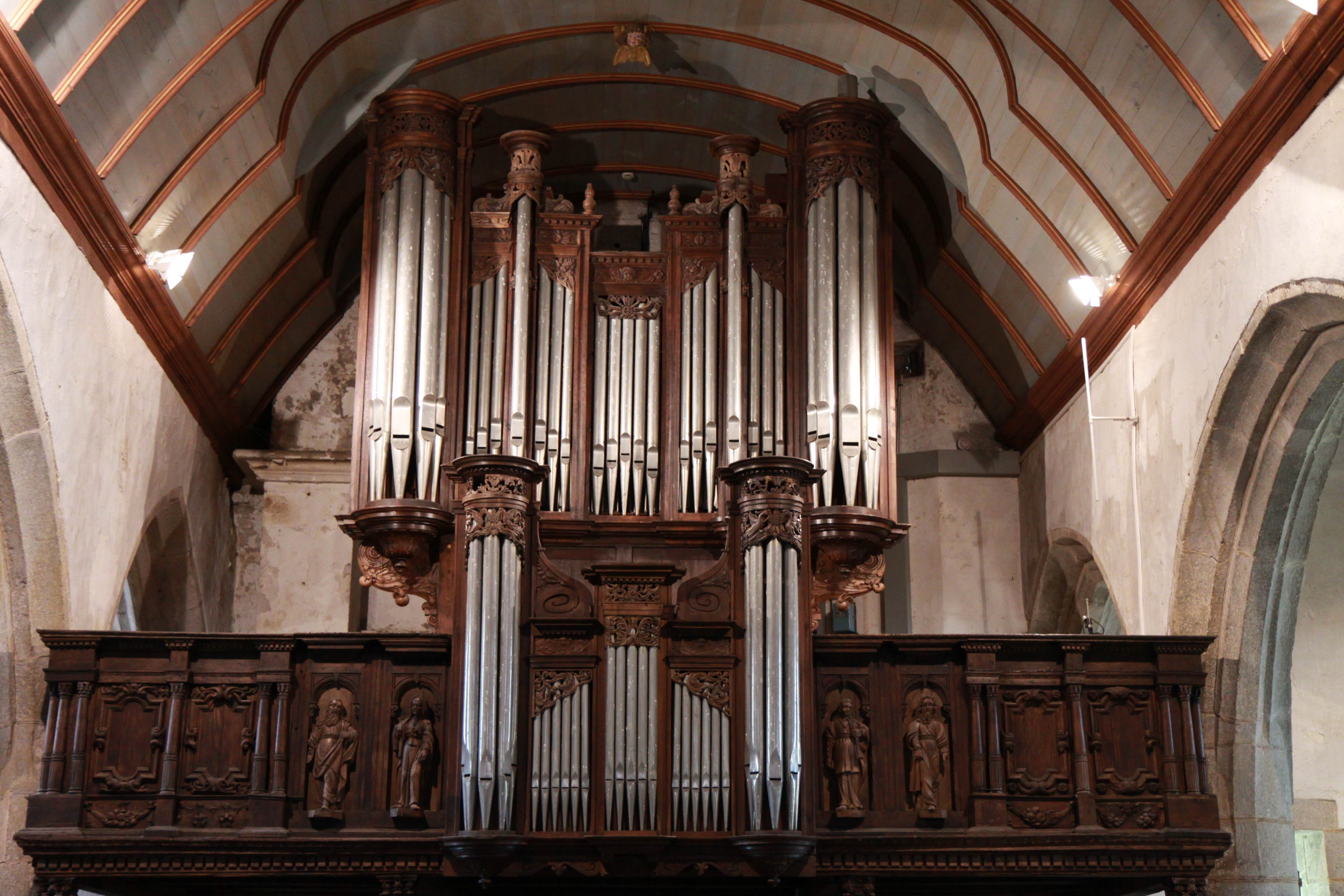
L'église Notre-Dame : le buffet d'orgues de Thomas Dallam.

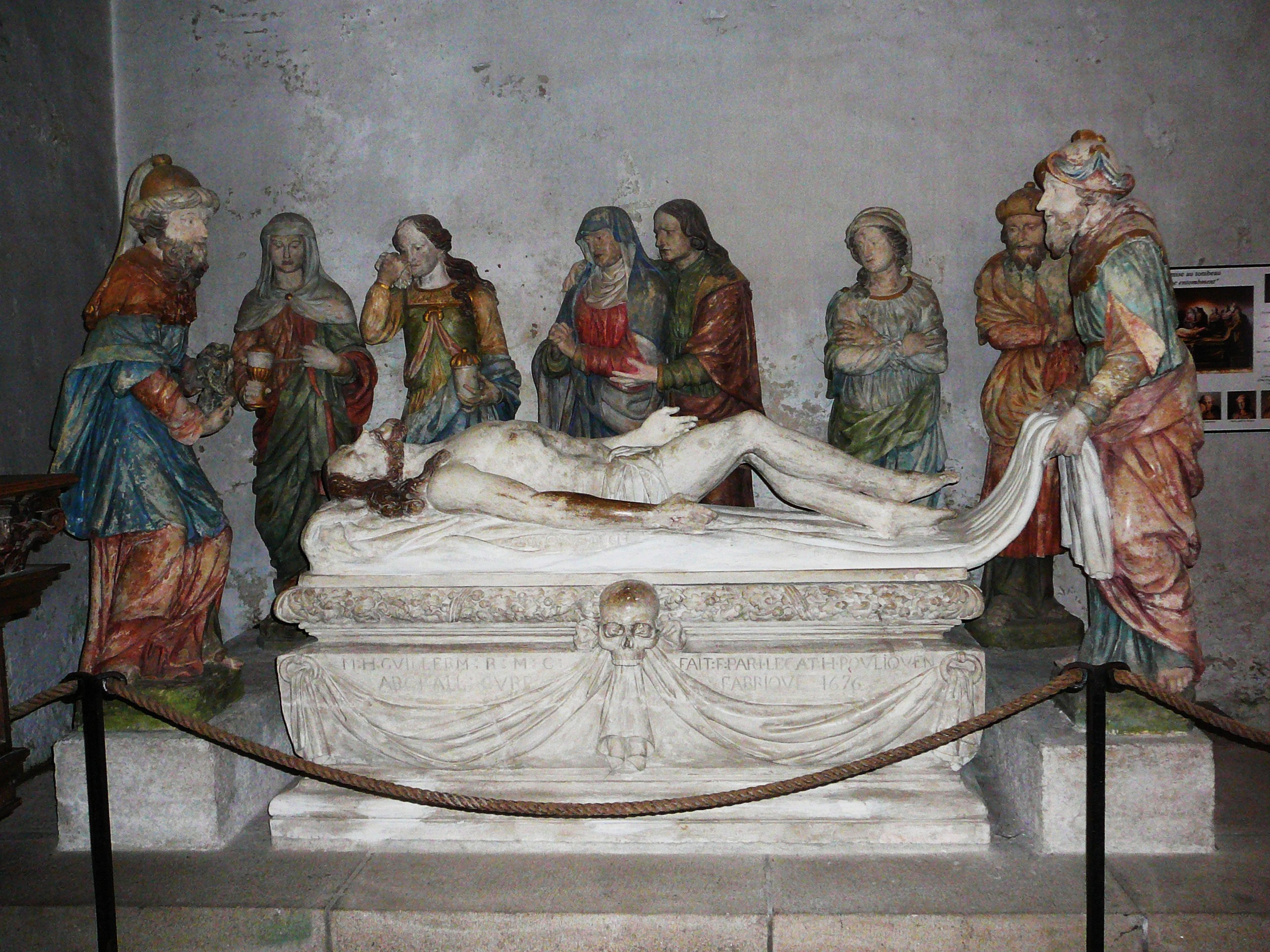
Le groupe statuaire de la Mise au tombeau

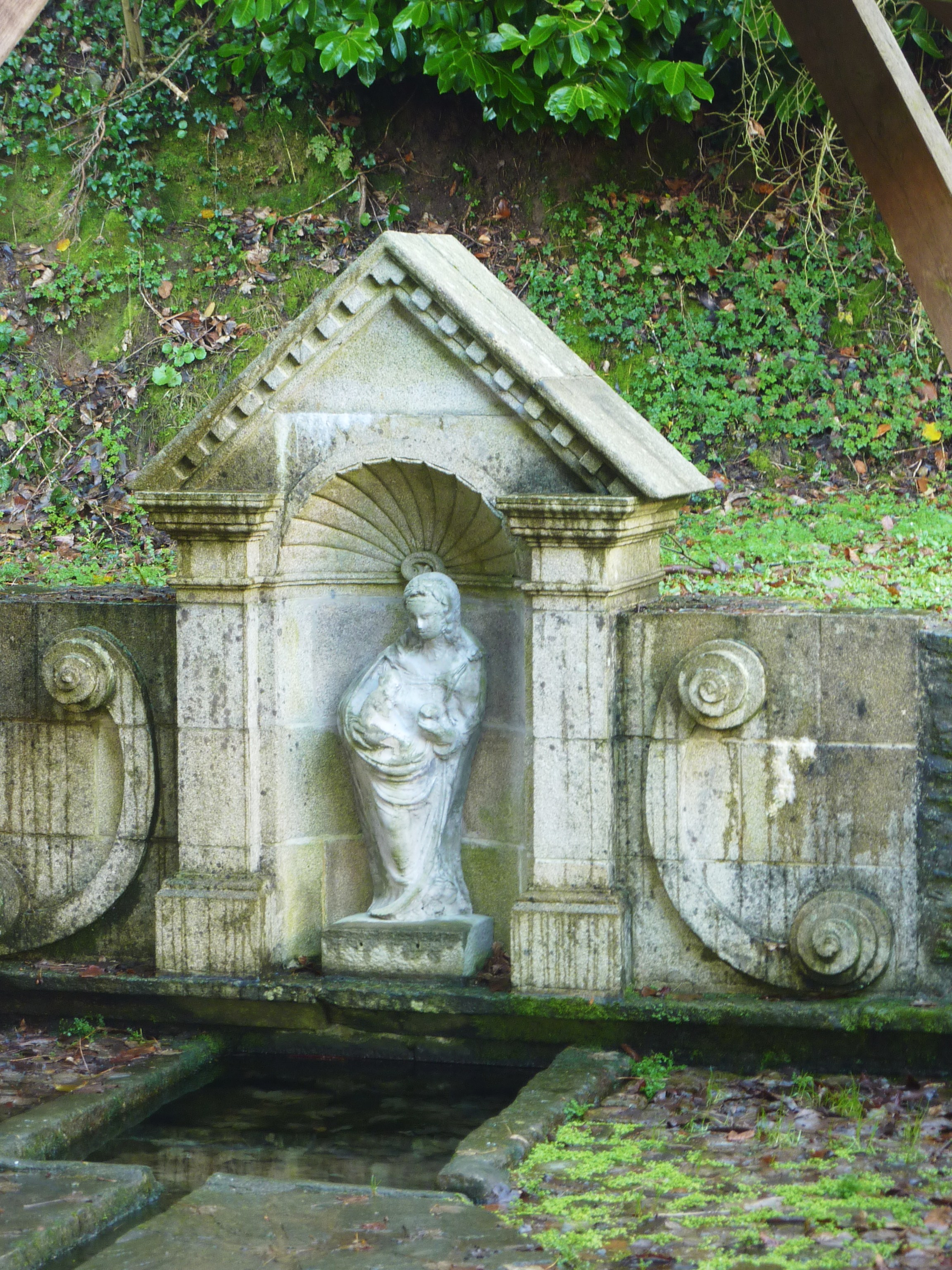
Lampaul-Guimiliau : la fontaine Notre-Dame

- - Le bénitier en kersantite est formé d'une cuve ciselée où deux diables qui plongent à moitié dans l'eau bénite et se tordent dans des convulsions que l'on comprend aisément.
  - La chaire à prêcher de 1760
  - Le baptistère et son baldaquin
  - La sacristie présente de curieuses boiseries.
  - Le groupe statuaire de la Mise au tombeau, de 1676, avec ses neuf personnages en grandeur naturelle, a été sculpté dans du tuffeau par Antoine Chavagnac, sculpteur de la Marine à Brest.
  - Le tableau de la Naissance de la Vierge, rare représentation, datant du XVIIe siècle : saint Joachim, heureux père, complimente sainte Anne, pendant que les sages-femmes baignent Marie
  - Le vitrail de la maîtresse-vitre date du XVIe siècle, mais les différents éléments qui la compose sont disparates, provenant de diverses fenêtres, en raison des destructions lors de la Révolution française.
  - Les bannières sont parmi les plus belles et les plus anciennes (1658) de Bretagne, dons de la Confrérie du Saint-Sacrement. L'une d'elles représente saint Miliau en prince de Cornouaille.
  - Le porche latéral, en granite, de style gothique, datant de 1533, présente les statues des douze apôtres
  - Le clocher, mutilé : la flèche, abattue par la foudre en 1809, s'élevait à 45 mètres ; il a été remplacé par une calotte en plomb.
- La fontaine Notre-Dame, située à l'extérieur de l'enclos et en contrebas, est cachée dans la verdure. Elle est réputée guérir la goutte et les rhumatismes[89].
- L'ossuaire (ou chapelle de la Trinité), avec sa porte triomphale accolée dotée d'une tribune de prédicateur, possède un chevet polygonal de style Beaumanoir et dans son chœur un retable de la Résurrection. Une inscription : Memento mori (« Souviens-toi que tu es mortel ») se trouve à l'entrée[90].

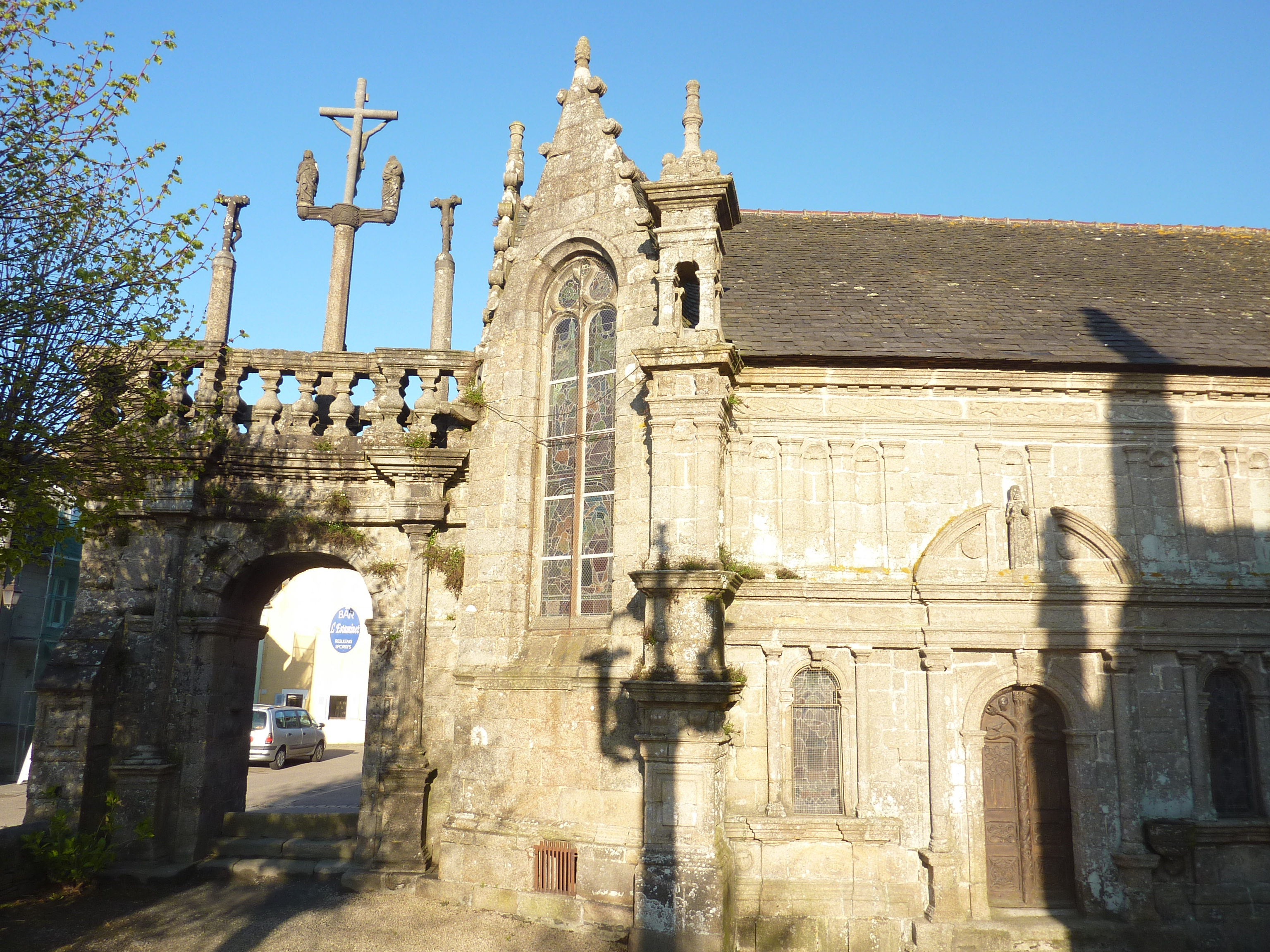
L'ossuaire et la porte de triomphe.
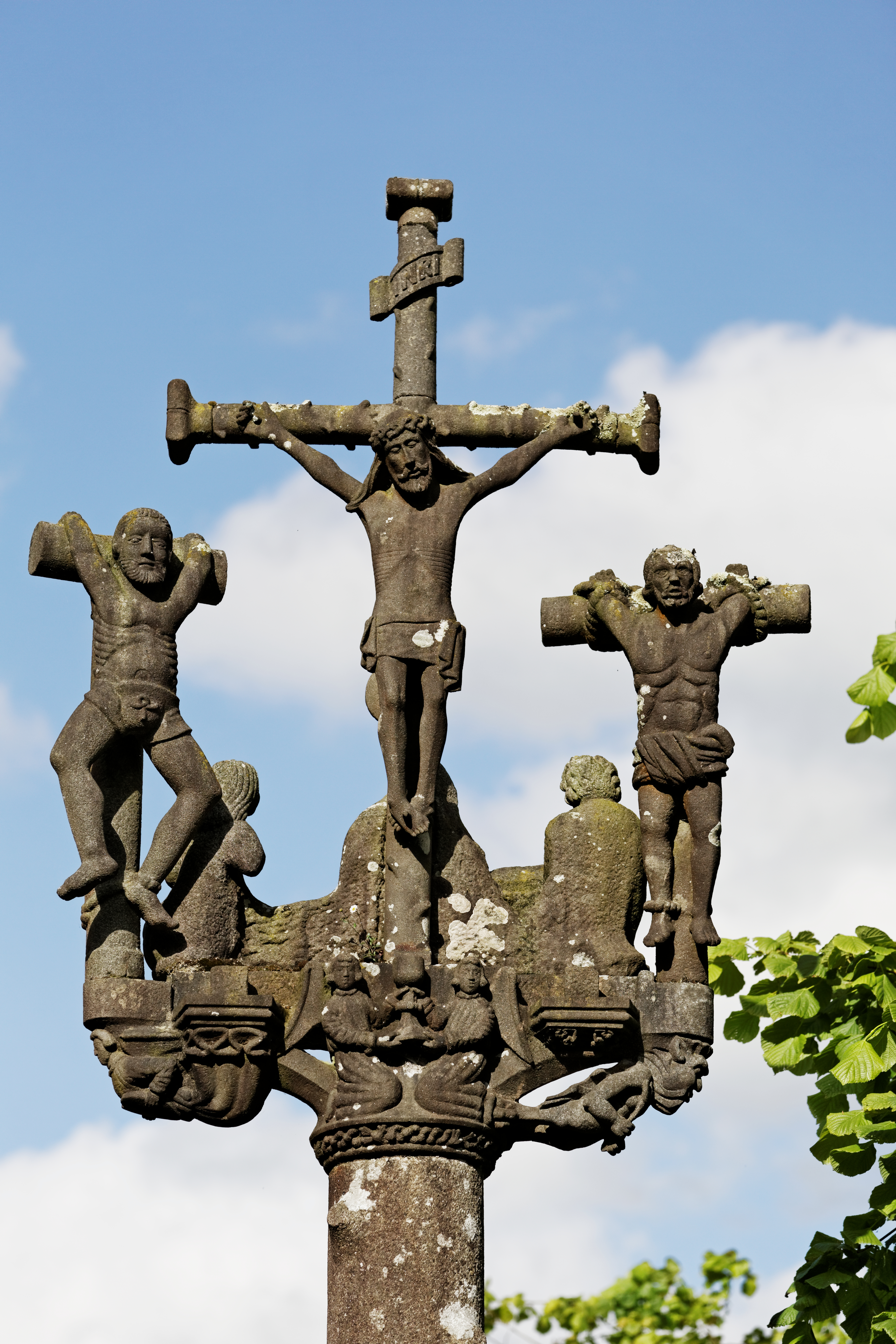
Lampaul-Guimiliau : partie sommitale du calvaire situé au sein de l'enclos paroissial.

- La chapelle Sainte-Anne et son calvaire[91] est construite en schiste en forme de croix latine. Le blason de la famille de Brézal est gravé sur les deux pignons ainsi que sur le calvaire voisin. La chapelle abrite une statue de Sainte-Anne « trinitaire » (groupe statuaire où elle est représentée avec la Vierge Marie du XVIIe siècle et l'Enfant-Jésus)[92] ainsi qu'un Christ de gloire[93] également du XVIIe siècle.

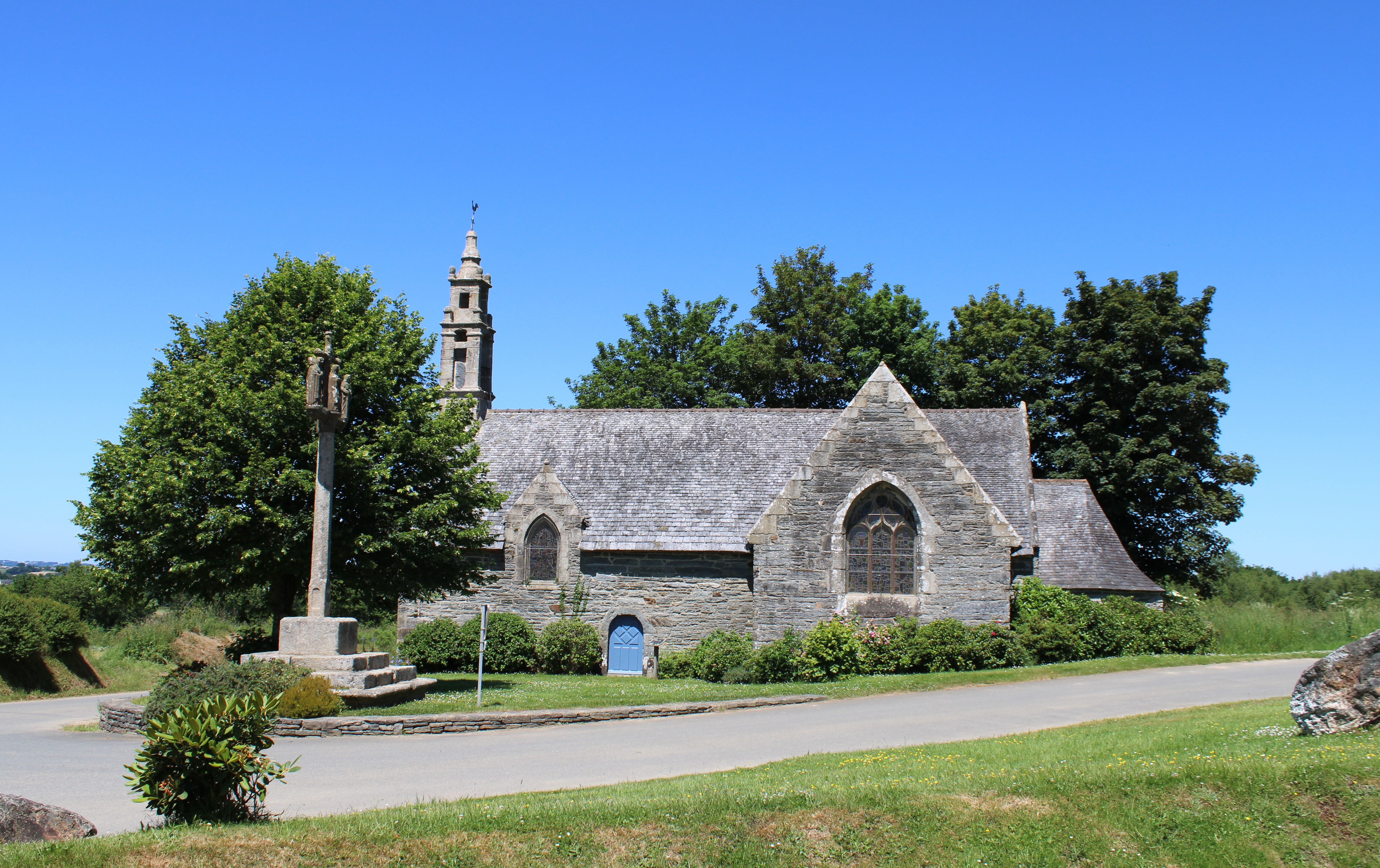
Vue de la chapelle.
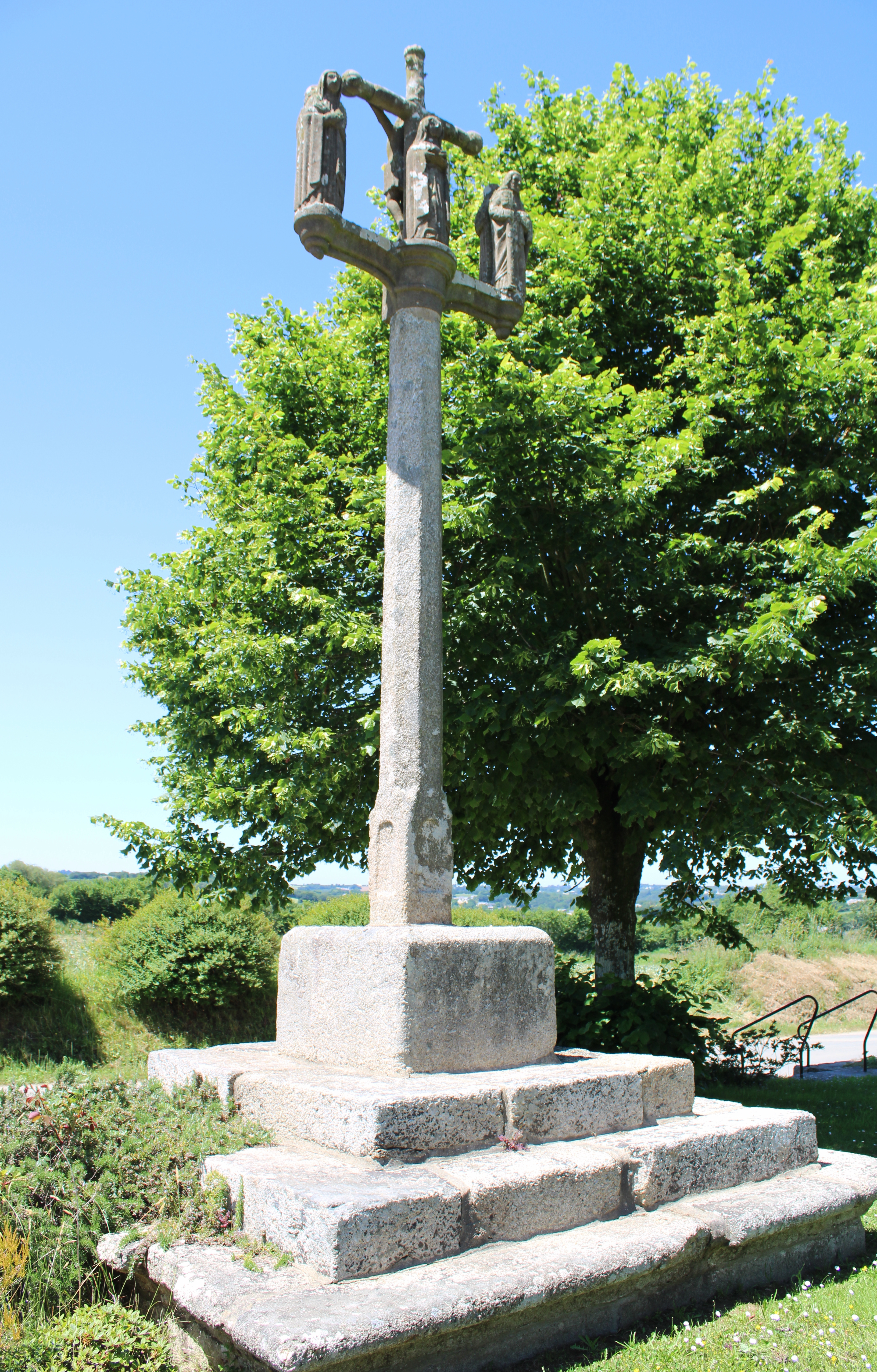
Le calvaire.
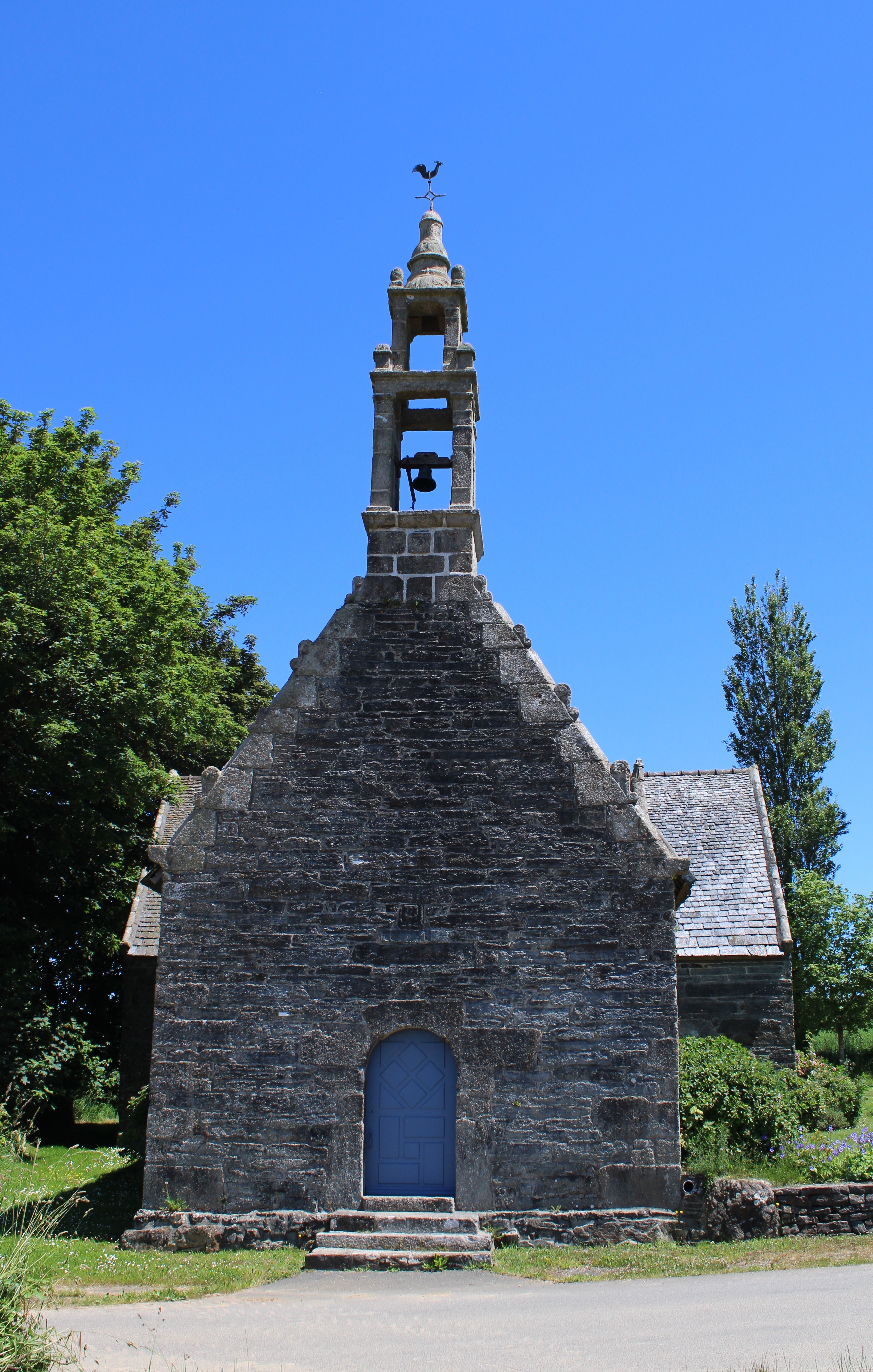
Vue de la façade.
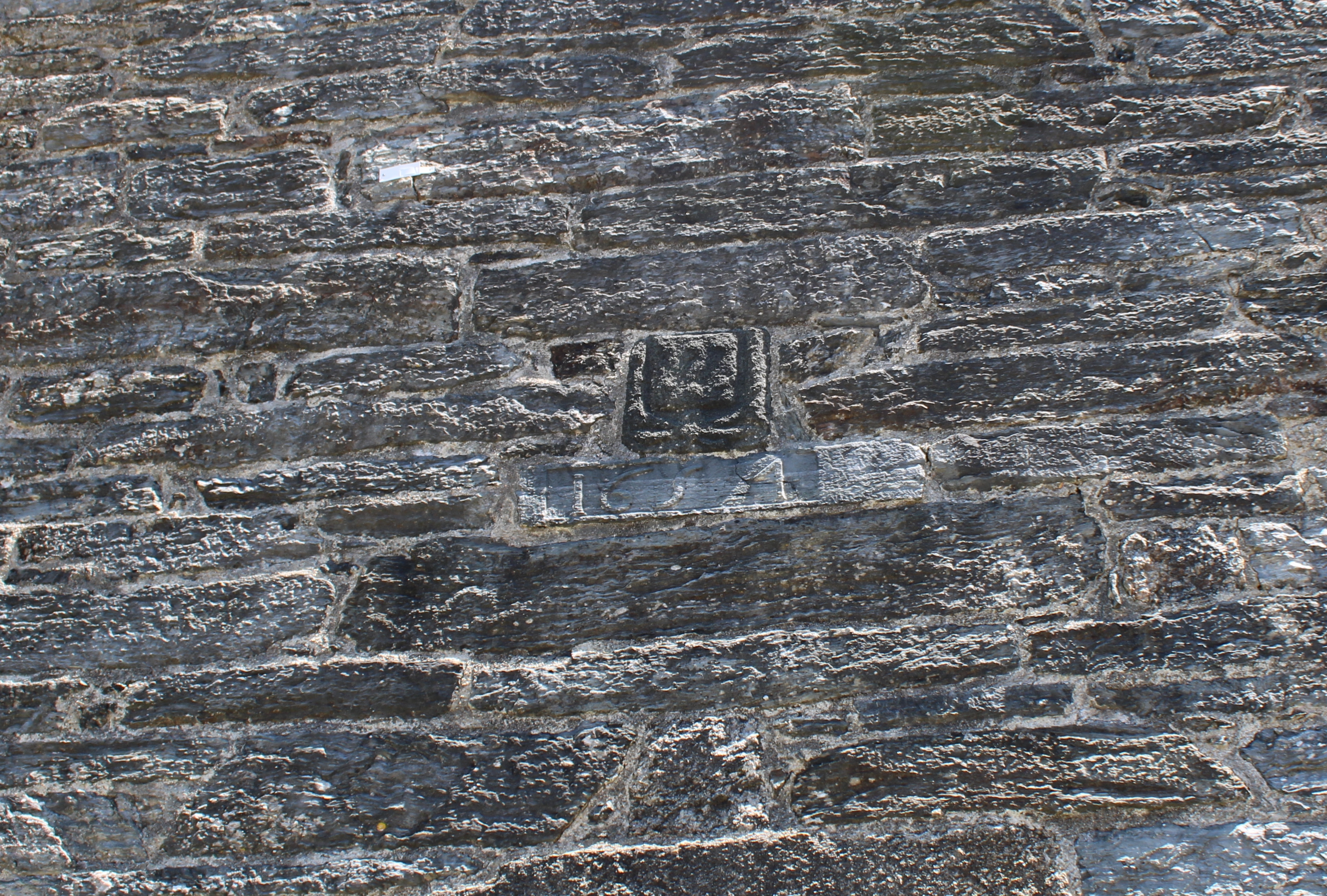
Pierre incrustée au-dessus du porche portant la date de 1651.
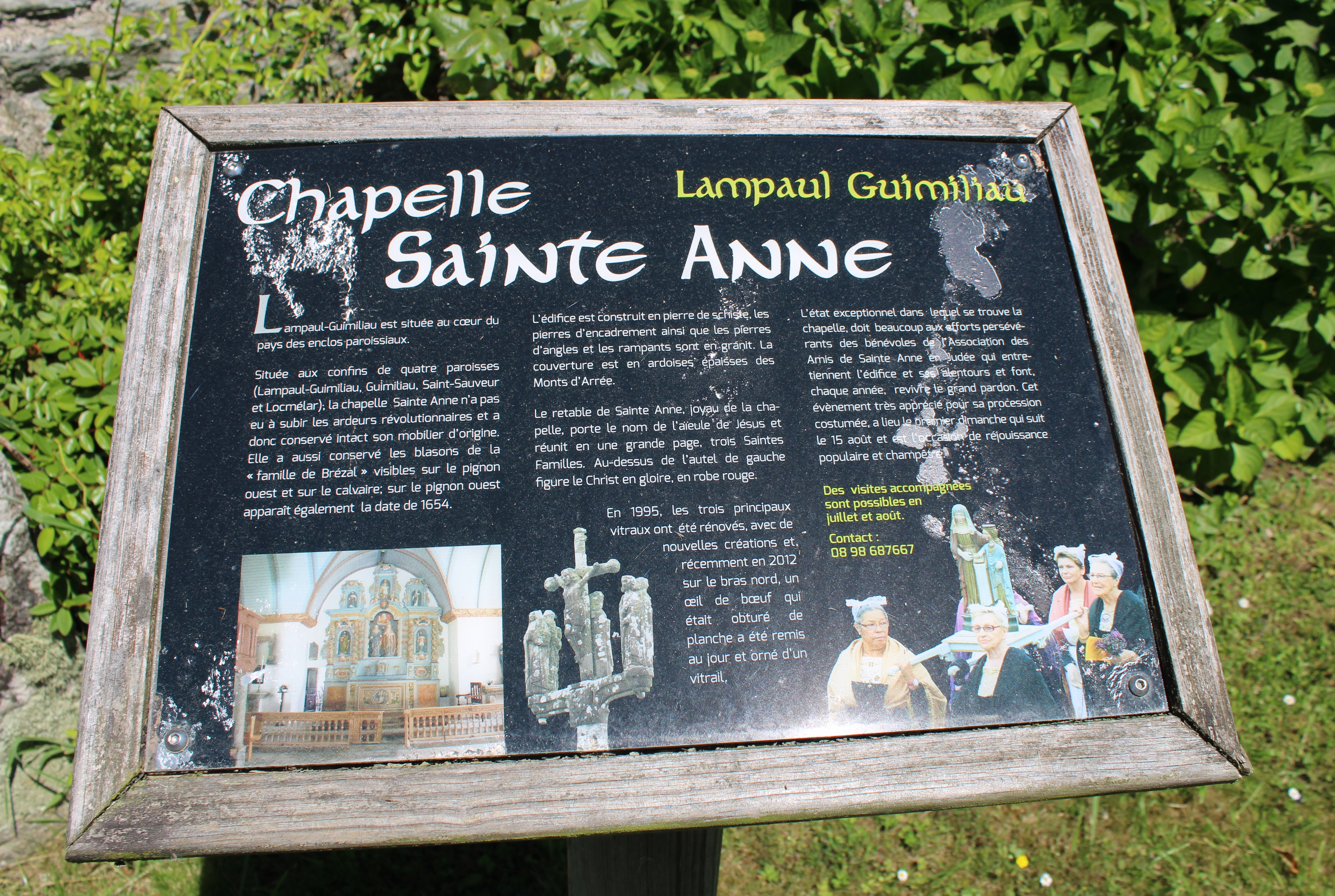
Panneau d'informations.

Par ailleurs :
- Trois autres fontaines : fontaine Sainte-Anasthasie (près de Traoun-Louarn), qui fait l'objet d'une légende et d'une gwerz[94] (le culte de cette nouvelle sainte serait apparu en 1799 ; cette sainte Anasthasie serait une princesse dont le père, le seigneur de Coat-Meur, aurait tranché la tête car elle refusait l'époux, un seigneur du château de Penhoat, que son père voulait lui imposer[20]), fontaine Saint-Pol, fontaine Sainte-Anne.

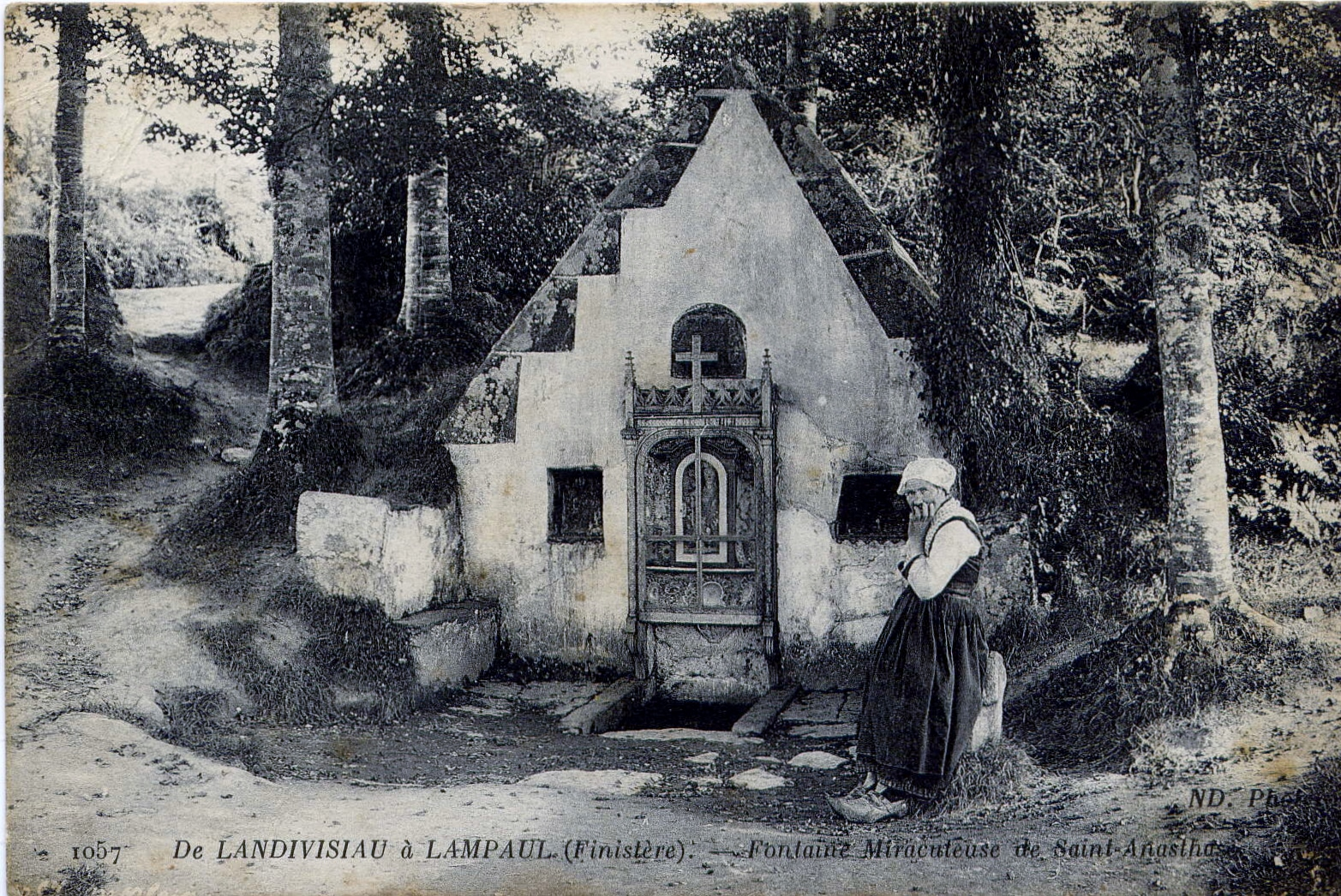
Lampaul-Guimiliau : la fontaine miraculeuse de Sainte-Anasthasie (carte postale, vers 1920).
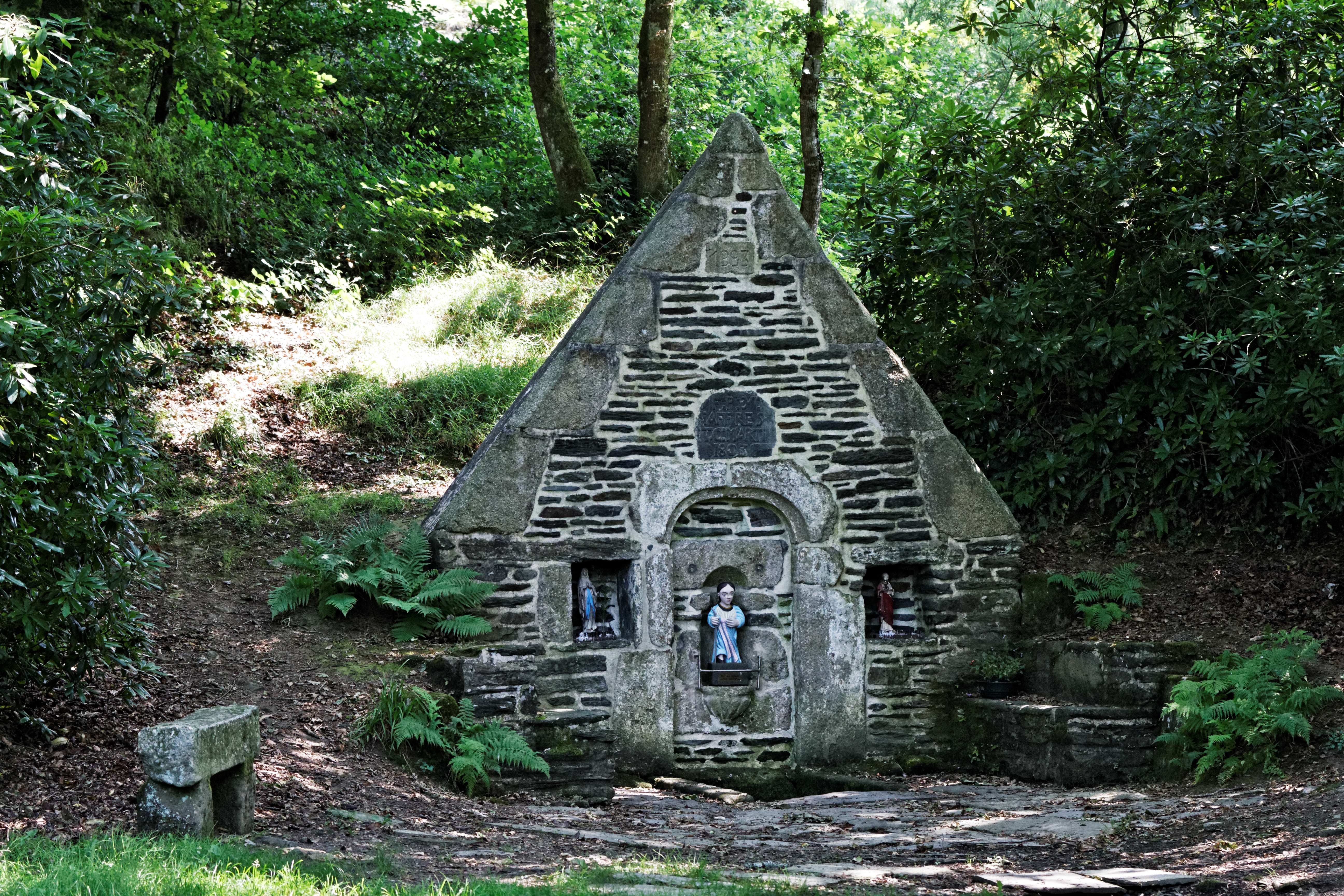
Lampaul-Guimiliau : la fontaine Sainte-Anasthasie, vue d'ensemble
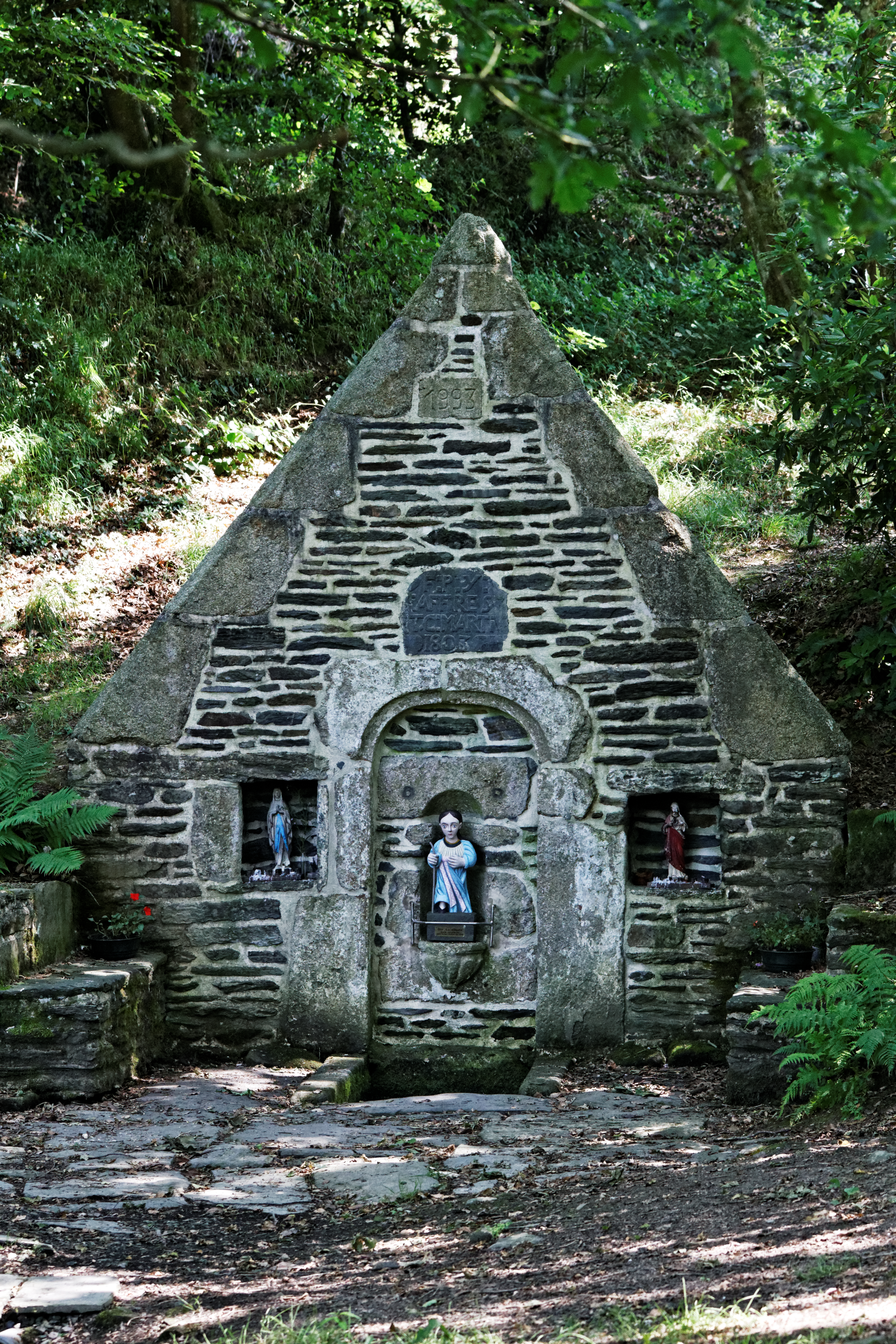
Lampaul-Guimiliau : la fontaine Sainte-Anasthasie, vue de près
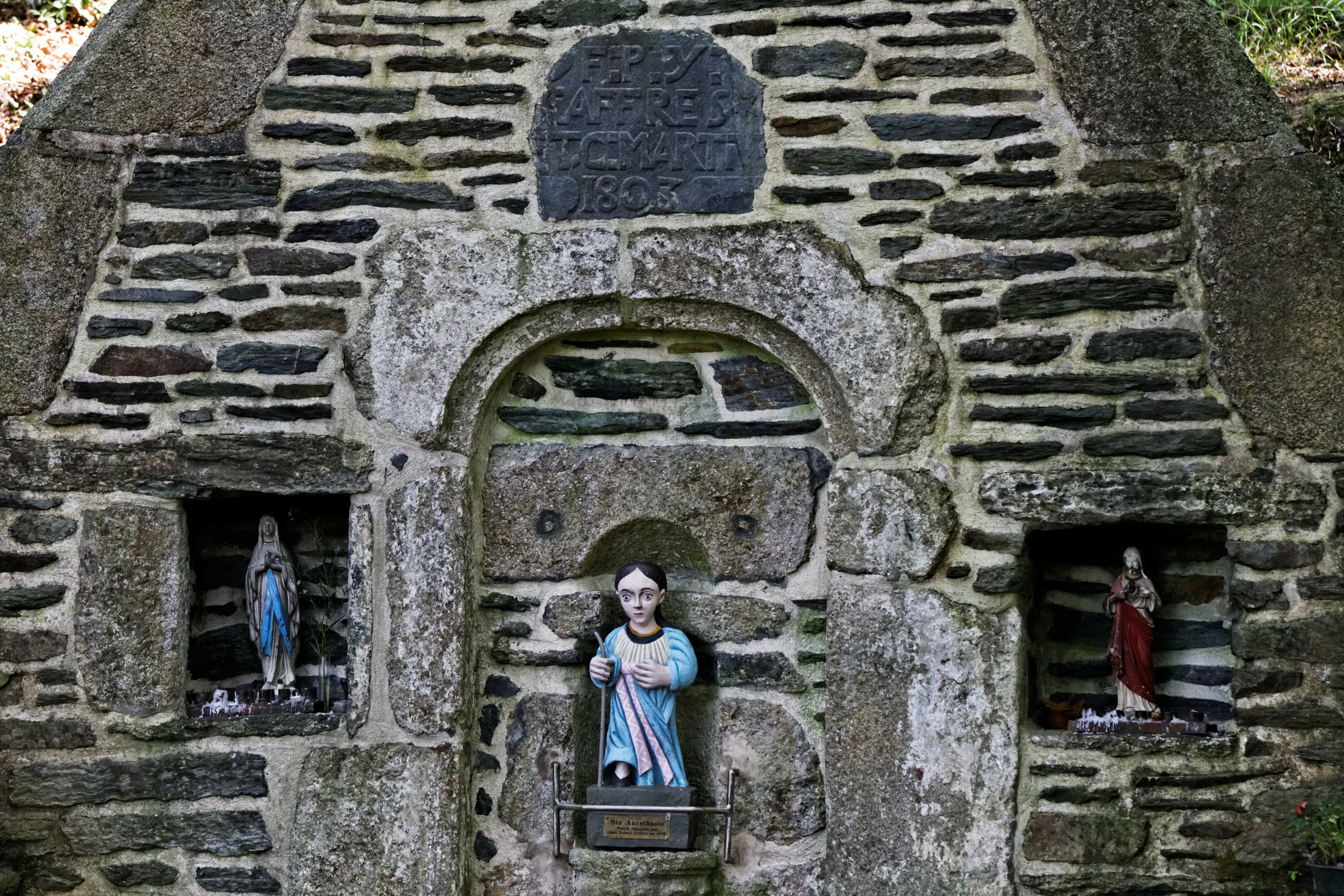
Lampaul-Guimiliau : la fontaine Sainte-Anasthasie, détail des statuettes
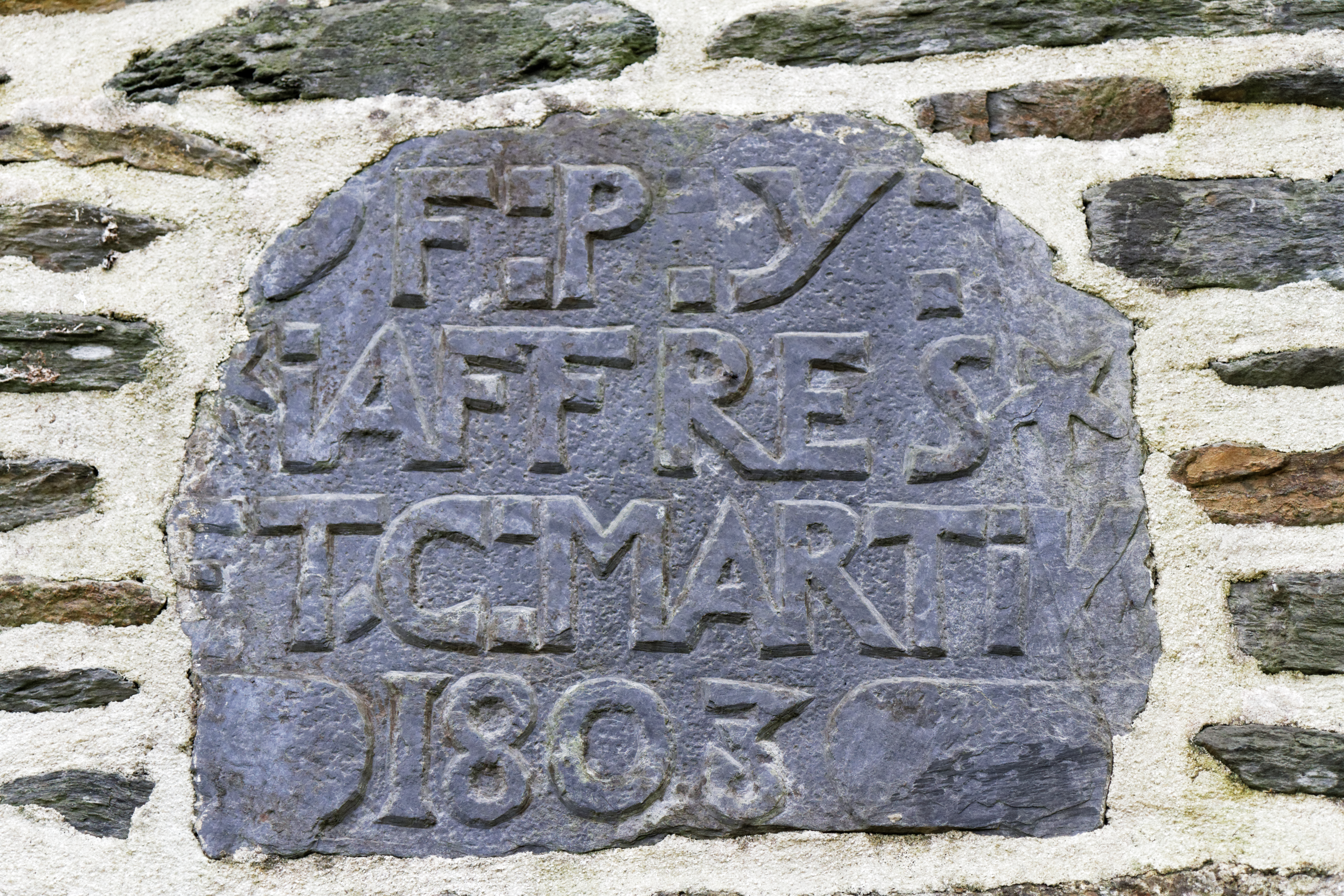
Lampaul-Guimiliau : la fontaine Sainte-Anasthasie, inscription et date (1803)
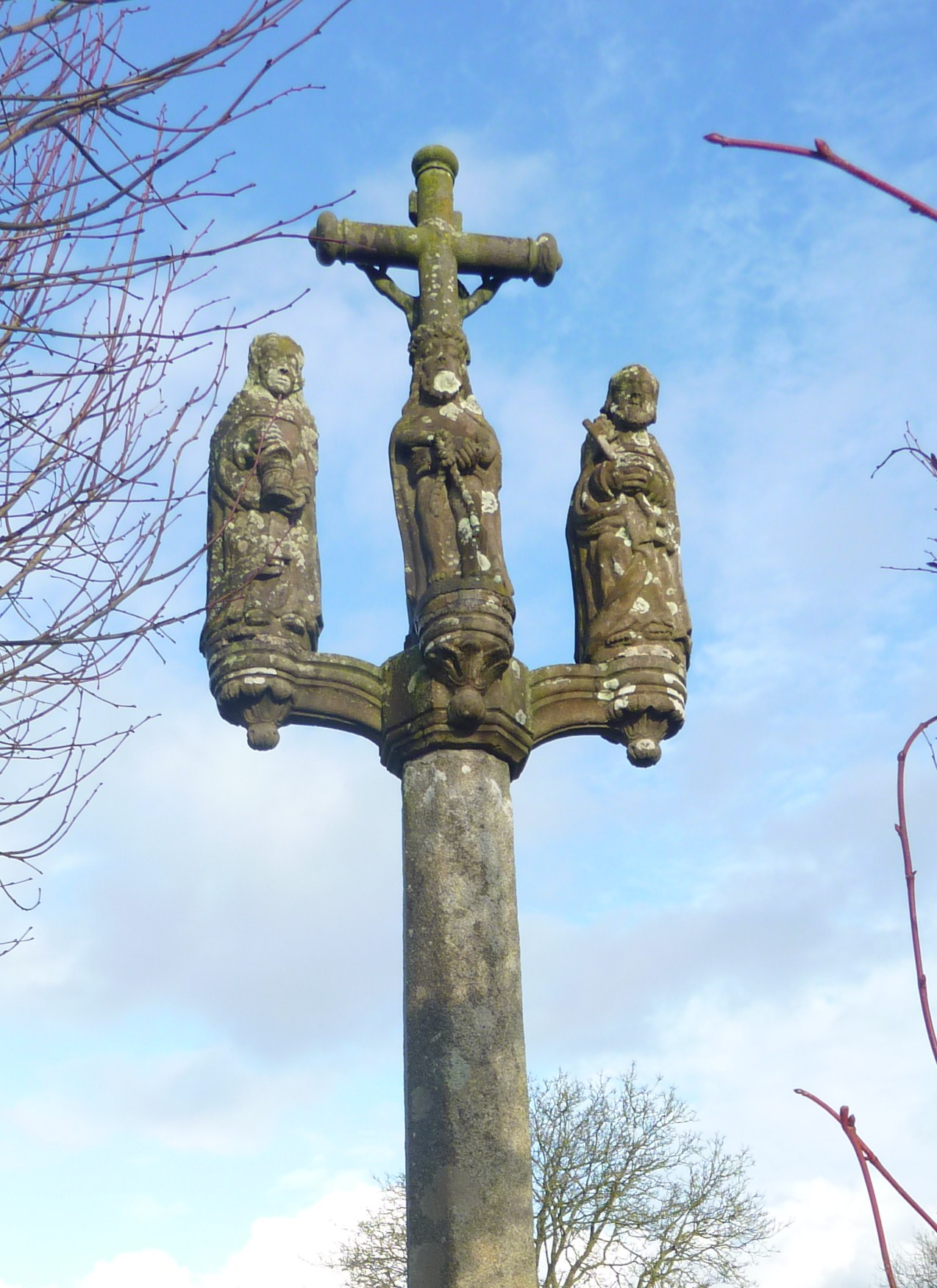
Calvaire de Kerarpont route de Guimiliau XVIe siècle (avec plaque de marbre mission 1893)

- Une quinzaine de croix et calvaires disséminés dans la campagne[95].

#### Patrimoine civil et industriel
- le manoir du Cosquer
- le manoir des Salles
- 18 moulins
- Une douzaine de tanneries dont l'ancienne tannerie Julien Abgrall[96], transférée en 1995 sur le site des Moulins de Kérouat en Commana dans le cadre de l'Écomusée des monts d'Arrée[97]
- La Maison du Patrimoine[98], est située en plein bourg : construite en 1651 (date sur le linteau de la porte) en moellons de schistes, remaniée en 1810 (date sur le linteau d'une fenêtre), possède un apotheis (une "avancée") sur sa face sud, rajouté probablement au début du XIXe siècle.

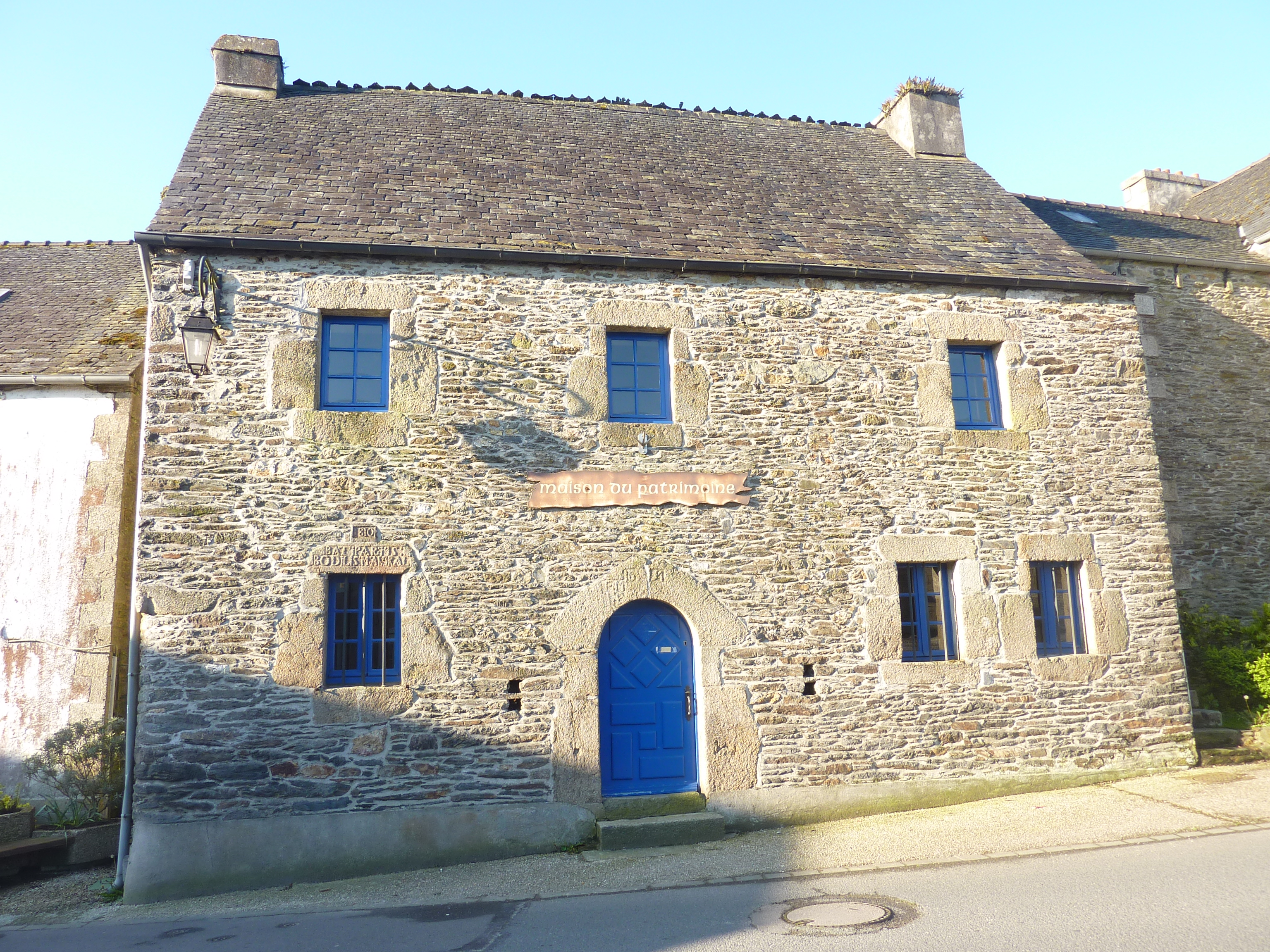
Lampaul-Guimiliau : la "Maison du Patrimoine".
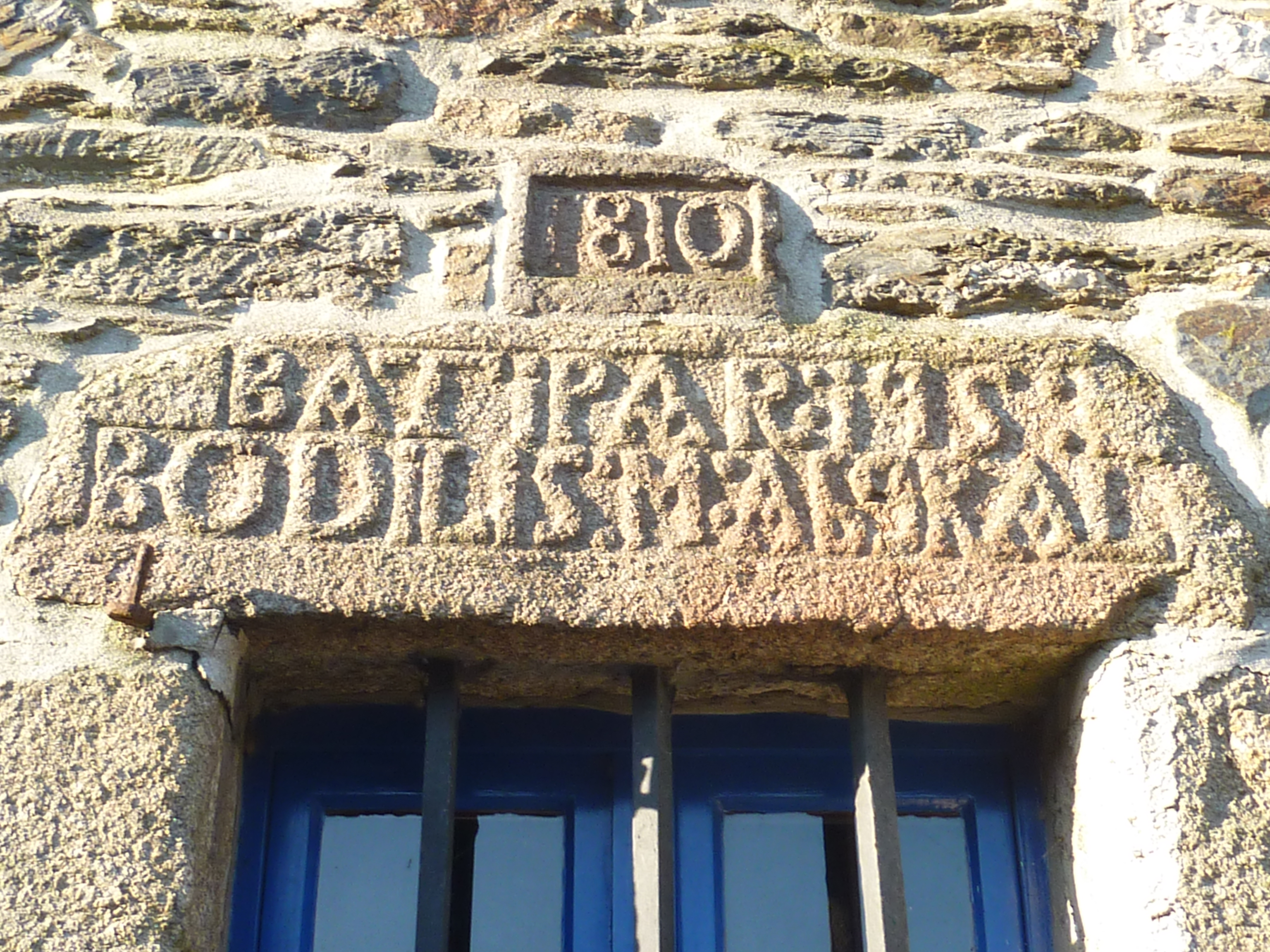
Lampaul-Guimiliau : la "Maison du Patrimoine" (inscription et date : 1810).

### Chanson traditionnelle et dicton
- Une chanson de mendiant breton a été recueillie à Lampaul-Guimiliau en 1887 par Jean-Marie Abgrall. Son texte est consultable sur un site Internet[99].
- Voici la traduction française d'un dicton traditionnel en langue bretonne concernant Lampaul-Guimiliau :

 À Lampaul les cornes

 À Saint-Thégonnec les bombances

 À Guimiliau les mauvaises langues

 Plounéour la pauvre

 Commana la misérable

 À Pleyber-Christ est la sagesse.

### Loisirs

#### Équipements
À la mi-avril 2012, la commune a réceptionné les travaux de « la Tannerie », salle polyvalente et services techniques. Près de 15 mois de chantier, 1 900 000 euros HT d'investissement, la participation d'une vingtaine d'entreprises aux travaux permettent d'offrir aux Lampaulais ce nouvel outil aux dernières normes en vigueur.

#### Les Tombées de la nuit à l'enclos

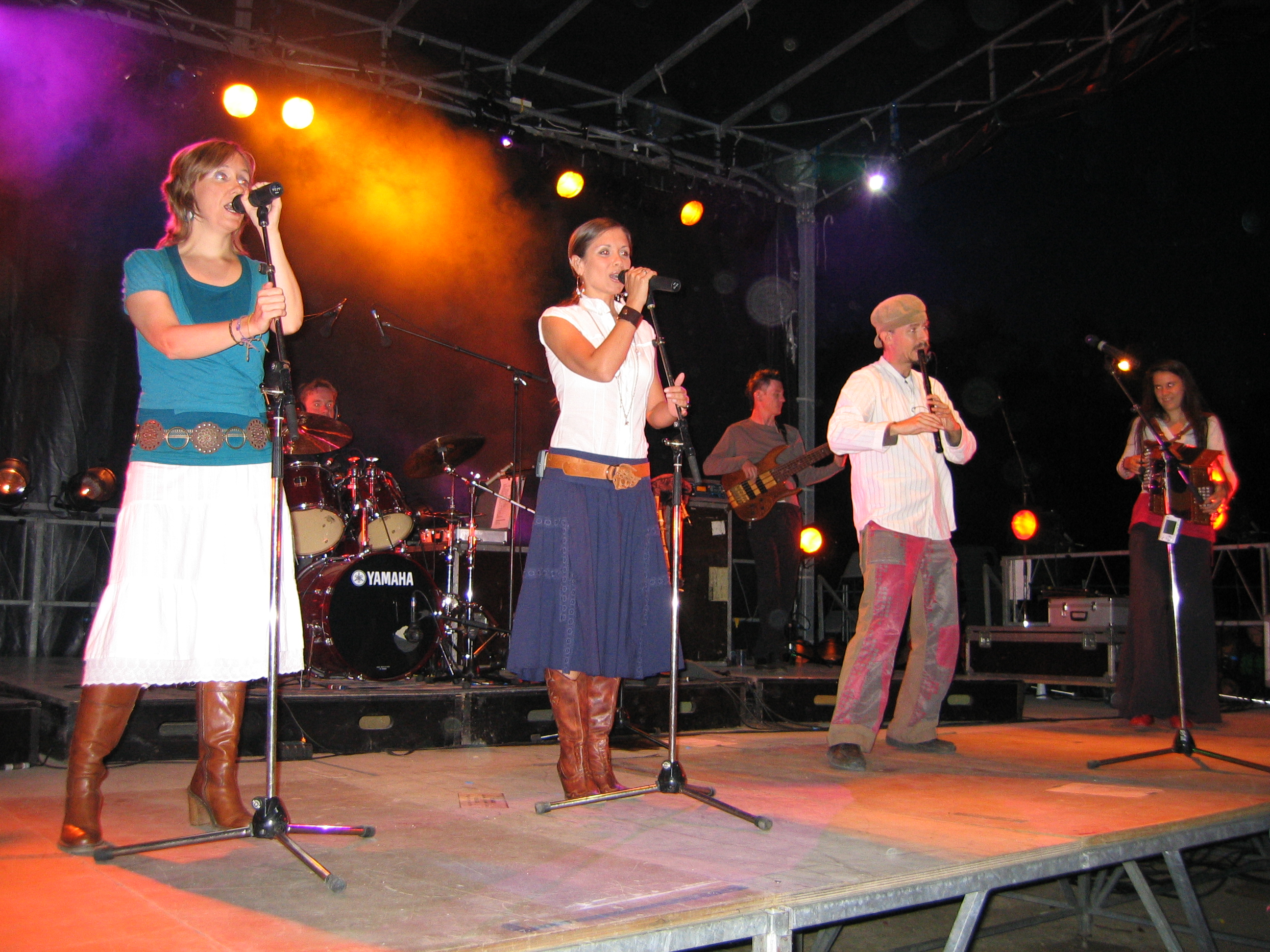
Urban Trad lors des Tombées de la nuit de 2006.

Les Tombées de la nuit à l'enclos est petit festival gratuit se déroulant chaque année début juillet (depuis 1992) sur Lampaul-Guimiliau. Spectacles de rue et Concerts animent chaque été la Vallée du Ped (derrière l'enclos paroissial). Plusieurs groupes locaux et nationaux sont passés sur la scène des Tombées de la nuit à l'enclos (Merzhin, Soldat Louis, Sonerien Du, Urban Trad, As de trèfle, Les Caméléons, Red Cardell, Skankaya, Clara Kurtis, Les P'tits Yeux...). Ces soirées sont organisées par l'association "Lampaul-Animation", association loi de 1901 qui œuvre pour l'accès à la culture pour tous.

### Personnalités liées à la commune
- La famille Abgrall : plusieurs des descendants d'Alain Abgrall et Marie Jeanne Guillou, mariés le 5 janvier 1845 à Lampaul-Guimiliau[102] et qui vivaient à Kerloarec en Lampaul-Guimiliau, sont connus ; parmi les neuf enfants :
  - Jean-Marie Abgrall (Jean-Marie Beur Bras)[103], né le 22 juin 1846 à Lampaul-Guimiliau, décédé le 10 juin 1926 à Quimper, est un prêtre devenu chanoine, connu surtout comme historien et président de la Société Archéologique du Finistère[104]. Il consacra toutes ses études à la Bretagne et au Finistère en particulier.
  - Marianna Abgrall (Marie Anne C'hoar Vras), née le 15 mars 1850 à Lampaul-Guimiliau, décédée le 6 mars 1930, auteur de chansons populaires, de poèmes, de textes, le plus souvent en langue bretonne[105], publiés fréquemment par la revue Feiz ha Breiz. Elle participa au mouvement Bleun Brug[106].
  - Jean François Abgrall (Jean-François Breur Bihan), né le 15 mars 1854 à Lampaul-Guimiliau, décédé en 1929, devint Père des Missions étrangères en Indochine où il part en 1887. Fin août 1890, il est victime d'une attaque dans ce sud indochinois encore mal pacifié ; pendant 14 ans, il est pro-vicaire [responsable de la mission locale] de la mission à Vinh[107] dans le Tonkin méridional[108]. Il fut un grand bâtisseur d'églises.
  - Marie Perrine Abgrall, née le 18 juin 1858 à Lampaul-Guimiliau, religieuse de la congrégation des Filles du Saint-Esprit.
  - Jeanne Marie Abgrall, née le 14 avril 1860 à Lampaul-Guimiliau, décédée le 9 juin 1954 à Landivisiau, mariée le 21 novembre 1880 à Lampaul-Guimiliau avec Jean François Cousquer, eût 14 enfants.
- Valérie Nicolas, handballeuse
- Patrice Pellerin, maître en bande dessinée, auteur de la série L'Épervier, y habite

### Héraldique
| Blason de Lampaul-Guimiliau | Blason de Lampaul-Guimiliau : De sinople à la came d'un moulin à tan d'or posée en barre et cantonnée de six besants du même, ordonnés 1 et 2 dans l'angle dextre en chef et 2 et 1 dans l'angle senestre en pointe, au chef d'argent chargé d'un dragon de sable. Devise : Tevel hag ober ("Agir et ne point se perdre en paroles") Officiel : déposé en préfecture le 29 octobre 1986. Explications : la came est une pièce actionnant les pilons des anciens moulins à tan broyant l'écorce de chêne utilisée en tanneries. Le dragon rappelle la légende de Saint-Paul, fondateur de la paroisse au VIe siècle. Concepteur : Hubert Le Gall |